# قائمة مباريات الدوري المصري الممتاز 2024-25

## الدور الأول

### الأسبوع الأول
| الأربعاء 30 أكتوبر 2024 | حرس الحدود                                                                       | 1 : 3 | سموحة                                                                                  | ستاد حرس الحدود |
| 17:07                   | أحمد عماد 20' · إيهاب سمير 25' · محمد أشرف روقا 45' (ركلة.) · محمد أشرف روقا 72' | تقرير | محمود صابر 34' · عبد الكبير الوادي 45' · عبد الرحمن عامر 45' · حسام حسن عبد البديع 46' | الحكم: حمادة القلاوى الحكام المساعدون: محمد محمود لطفى-احمد رشدي مساعد فار: شريف عبد الله حكم فار: محمود الدسوقي الحكم الرابع: احمد ناجي |

| الأربعاء 30 أكتوبر 2024 | طلائع الجيش     | 0 : 2 | المصري                                                   | ملعب السويس |
| 20:00                   | إسلام محارب 21' | تقرير | خالد متولي الغندور 47' · صلاح محسن 52' · محمود حمادة 87' | الحكم: طارق مجدى الحكام المساعدون: احمد صلاح-أحمد عبد المنعم شعبان مساعد فار: هانى خيرى حكم فار: محمد الحنفي الحكم الرابع: محمود رشدي |

| الخميس 31 أكتوبر 2024 | الجونة                                                                | 0 : 0 | زد           | ملعب خالد بشارة |
| 17:00                 | بلال السيد 13' (ركلة ضائعة.) · أليو جاتا 29' · سيف الدين علي محمد 74' | تقرير | شادي حسين 7' | الحكم: أحمد حمدي الحكام المساعدون: مصطفى حسين-رجب محمد مساعد فار: محمد عزازي حكم فار: سيد شعبان الحكم الرابع: جلال أحمد |

| الخميس 31 أكتوبر 2024 | مودرن سبورت                                      | 0 : 0 | إنبي                              | ستاد السلام |
| 20:00                 | محمد أميسي 86' · جوناثان نغويم 90' (ركلة ضائعة.) | تقرير | أحمد أمين أوفة 60' · علي فوزي 87' | الحكم: مصطفى الشهدى الحكام المساعدون: شهاب راشد-أحمد عبد الغني مساعد فار: أسامة عبد اللطيف حكم فار: مصطفى عثمان الحكم الرابع: محمود ناصف |

| الجمعة 1 نوفمبر 2024 | بيراميدز               | 1 : 1 | بتروجيت                            | ملعب الدفاع الجوي |
| 16:59                | فيستون كالالا مايلي 6' | تقرير | غابرييل تشوكودي 3' · هادي رياض 45' | الحكم: محمود البنا الحكام المساعدون: احمد توفيق طلاب على-ابراهيم السودانى مساعد فار: محمد الغازي حكم فار: صبحى العمراوى الحكم الرابع: ابراهيم محمد |

| الجمعة 1 نوفمبر 2024 | فاركو        | 0 : 1 | الاتحاد السكندري                                                                       | ملعب برج العرب |
| 17:02                | أحمد جمال 6' | تقرير | بنيامين برنارد بواتينج 45' · إيمانويل أبياه 57' · إيمانويل أبياه 66' · مورو ساليفو 89' | الحكم: عبد العزيز السيد الحكام المساعدون: يوسف البساطى-اسلام ابو العطا مساعد فار: أحمد لطفي حكم فار: عمرو الشناوي الحكم الرابع: ابراهيم محجوب |

| الجمعة 1 نوفمبر 2024 | الزمالك | 3 : 2 | البنك الأهلي                                                                               | ستاد السلام |
| 20:01                | ناصر ماهر 37' · ناصر منسي 53' · حمزة المثلوثي 63' · محمد شحاتة 64' · محمد عواد 76' · عبد الله السعيد 90' (ركلة.) | تقرير | محمد إبراهيم 30' · محمد عبد الغني 32' · محمد هلال 50' (ركلة.)، 76' (ركلة.) · سيد نيمار 90' | الحكم: محمد عادل الحكام المساعدون: هانى عبد الفتاح-خالد حسين مساعد فار: اسامة محمد حكم فار: محمد سلامة الحكم الرابع: محمد العتباني |

| السبت 2 نوفمبر 2024 | الإسماعيلي                                  | 0 : 0 | غزل المحلة                           | استاد الإسماعيلية |
| 17:00               | نادر فرج 22' · محمد نصر 73' · عماد حمدي 89' | تقرير | محمد أشرف 67' · عبد الرحيم عموري 80' | الحكم: محمد معروف عيد منصور الحكام المساعدون: سامى هلهل-خالد حسام مساعد فار: محمود وفا حكم فار: حسام عزب الحكم الرابع: أسامة اسماعيل |

| السبت 2 نوفمبر 2024 | الأهلي                                                                                                 | 5 : 2 | سيراميكا كليوباترا                                                                                  | ستاد السلام |
| 20:00               | حسين الشحات 4'، 60' · رامي ربيعة 33' · طاهر محمد طاهر 34' · وسام أبو علي 45'، 46' · طاهر محمد طاهر 72' | تقرير | أحمد بلحاج 24' (ركلة.) · فاجري لاكاي 32' · أحمد بلحاج 62' · أحمد قندوسي 79' · أحمد رمضان بيكهام 79' | الحكم: محمود بسيونى الحكام المساعدون: سمير جمال سعد-خالد السيد مساعد فار: أحمد حسام طه حكم فار: خالد جمال الحكم الرابع: السيد منير |

### الأسبوع الثاني
| الخميس 7 نوفمبر 2024 | غزل المحلة                                 | 2 : 3 | طلائع الجيش                                                                  | ملعب المحلة |
| 17:00                | محمد جابر 56' · محمد علي بن حمودة 79'، 90' | تقرير | عماد فتحي 14' · غودوين أوكوارا 70' (ركلة.) · أحمد الشيخ 88' · محمد شعبان 90' | الحكم: أمين محمد عمر الحكام المساعدون: شريف عبد الله-احمد زيدان مساعد فار: حسني سلطان حكم فار: وائل فرحان الحكم الرابع: احمد ناجي |

| الخميس 7 نوفمبر 2024 | الاتحاد السكندري              | 1 : 0 | حرس الحدود                        | ستاد الإسكندرية |
| 17:00                | فادي فريد 15' · فادي فريد 51' | تقرير | فوزى الحناوى 39' · محمد فاروق 89' | الحكم: محمد الحنفي الحكام المساعدون: سيد نافع-محمد عاطف الزناري مساعد فار: رجب محمد حكم فار: محمد الصباحي الحكم الرابع: عمرو رمضان |

| الخميس 7 نوفمبر 2024 | زد                           | 0 : 1 | الأهلي                                                                      | ملعب المقاولون العرب |
| 20:00                | حمدي علاء 15' · علي لطفي 39' | تقرير | طاهر محمد طاهر 11' · مروان عطية 51' · محمد الشناوي 85' · طاهر محمد طاهر 90' | الحكم: محمود ناجي الحكام المساعدون: احمد توفيق طلاب على-هانى خيرى مساعد فار: محمود عبد السميع حكم فار: محمود البنا الحكم الرابع: محمد الغازي |

| الجمعة 8 نوفمبر 2024 | سموحة                   | 0 : 2 | الزمالك | ملعب برج العرب |
| 17:00                | حسام حسن عبد البديع 47' | تقرير | ناصر منسي 3' · عمر جابر 41' · محمود بنتايك 44' · محمد عواد 77' · محمد شحاتة 78' · دونجا 82' · مصطفى شلبي 85' | الحكم: طارق مجدى الحكام المساعدون: احمد حسام طه-عماد العقاد مساعد فار: محمد محمود لطفى حكم فار: عمرو الشناوي الحكم الرابع: وليد عبد الرازق |

| الجمعة 8 نوفمبر 2024 | بتروجيت      | 1 : 1 | مودرن سبورت                                         | ملعب الكلية الحربية |
| 17:01                | بدر موسى 57' | تقرير | عبد الرحمن أسامة 26' · علي زعزع 48' · محمود رزق 74' | الحكم: محمود وفا الحكام المساعدون: مصطفى عطية-عدى عيد مساعد فار: محمد الشناوي حكم فار: محمد معروف عيد منصور الحكم الرابع: السيد منير |

| الجمعة 8 نوفمبر 2024 | إنبي                                                                     | 1 : 2 | بيراميدز | ملعب بتروسبورت |
| 20:00                | علي فوزي 45' (ركلة.) · علي فوزي 68' · أحمد حواش 69' · أحمد أمين أوفة 90' | تقرير | أحمد عاطف السيد 3'، 34' · رمضان صبحي 48' · محمود مرعي عبد الفضيل 73' · فيستون كالالا مايلي 81' · كريم حافظ 83' · أحمد الشناوي 90' | الحكم: عبد العزيز السيد الحكام المساعدون: احمد عادل عبد الفتاح-محمد فاروق مساعد فار: علاء صبري حكم فار: هشام القاضي الحكم الرابع: محمود رشدي |

| السبت 9 نوفمبر 2024 | المصري | 0 : 0 | الجونة        | ملعب السويس |
| 17:00               |        | تقرير | أحمد مجدي 31' | الحكم: ابراهيم محمد الحكام المساعدون: يوسف البساطى-محمد مجدي مساعد فار: شهاب راشد حكم فار: مصطفى عثمان الحكم الرابع: أحمد ناصر |

| السبت 9 نوفمبر 2024 | البنك الأهلي | 0 : 0 | فاركو          | ستاد السلام |
| 17:00               | ياو أنور 23' | تقرير | محمود جهاد 33' | الحكم: أحمد الغندور الحكام المساعدون: سمير جمال سعد-أحمد بكر مساعد فار: أحمد حامد فهيم حكم فار: محمود ناصف الحكم الرابع: محمد ابراهيم |

| السبت 9 نوفمبر 2024 | سيراميكا كليوباترا                                                        | 1 : 0 | الإسماعيلي                              | ملعب المقاولون العرب |
| 20:00               | فاجري لاكاي 43' · فاجري لاكاي 47' · عبد الرحمن رمضان 66' · إسلام عيسى 88' | تقرير | عماد حمدي 41' · محمد حسن عبد الحفيظ 47' | الحكم: أحمد جمال الحكام المساعدون: عمر فتحى-طارق مصطفى مساعد فار: مصطفى مدحت حكم فار: محمود عاشور الحكم الرابع: محمود منصور |

### الأسبوع الثالث
| الجمعة 22 نوفمبر 2024 | فاركو | 4 : 3 | إنبي                                                                                             | ستاد حرس الحدود |
| 17:07                 | عمرو ناصر 35' (ركلة.)، 44' · محمود عماد 55' · محمد نديم 69' · محمود جهاد 83' · محمود جهاد 85' · أحمد شريف 89' · أحمد جمال 90' · محمد سعيد شيكا 90' | تقرير | أحمد خليل كالوشا 15' · عبد المنان مداسير 67' · صلاح زايد 69' · علي فوزي 81' (ركلة.)، 90' (ركلة.) | الحكم: محمد العتباني الحكام المساعدون: أسامة عبد اللطيف-حسن رمضان مساعد فار: احمد ناجي حكم فار: محمد علاء هاشم الحكم الرابع: محمد ابراهيم |

| الجمعة 22 نوفمبر 2024 | بيراميدز | 3 : 1 | البنك الأهلي                      | ملعب الدفاع الجوي |
| 16:59                 | أحمد عاطف السيد 23' · كريم حافظ 44' · مصطفى فتحي 50' · صديق أويجولا 53'، 74' · أحمد الشناوي 67' · محمود مرعي عبد الفضيل 73' | تقرير | سعيدو سيمبوري 32' · محمد فتحي 45' | الحكم: محمود بسيونى الحكام المساعدون: محمد عزازي-شهاب راشد مساعد فار: حسني سلطان حكم فار: محمد الصباحي الحكم الرابع: أحمد ناصر |

| الجمعة 22 نوفمبر 2024 | الأهلي                                                                       | 1 : 1 | الاتحاد السكندري                                                                                                | ستاد السلام |
| 20:00                 | إمام عاشور 44' (ركلة ضائعة.) · عمرو السولية 67' (ركلة.) · طاهر محمد طاهر 69' | تقرير | مهدي سليمان 44' · مروان داوود 64' · فان ديريك بيكالي أوبامي 87' · فان ديريك بيكالي أوبامي 88' · محمود شبانة 90' | الحكم: محمد معروف عيد منصور الحكام المساعدون: هانى عبد الفتاح-سامى هلهل مساعد فار: محمود أبو الرجال حكم فار: وائل فرحان الحكم الرابع: ابراهيم محجوب |

| السبت 23 نوفمبر 2024 | الجونة                             | 0 : 1 | غزل المحلة                                             | ملعب خالد بشارة |
| 16:59                | أحمد شوشة 45' · تايوو أوريبلاي 46' | تقرير | محمد علي بن حمودة 2' · عبدة يحيى 25' · عمرو الجزار 30' | الحكم: مصطفى الشهدى الحكام المساعدون: خالد السيد-أحمد عبد الغني مساعد فار: محمد عطا حكم فار: محمود الدسوقي الحكم الرابع: السيد منير |

| السبت 23 نوفمبر 2024 | طلائع الجيش   | 0 : 0 | سموحة | ستاد جهاز الرياضة العسكري |
| 17:04                | عماد فتحي 27' | تقرير |       | الحكم: عبد العزيز السيد الحكام المساعدون: عماد العقاد-اسلام ابو العطا مساعد فار: احمد حسام طه حكم فار: علاء صبري الحكم الرابع: محمد الغازي |

| السبت 23 نوفمبر 2024 | الزمالك | 0 : 1 | المصري                                                            | ملعب برج العرب |
| 20:01                |         | تقرير | محمد الشامي (لاعب كرة قدم مواليد 1996) 45' · عبد الرحيم دغموم 60' | الحكم: محمد الحنفي الحكام المساعدون: يوسف البساطى-هانى خيرى مساعد فار: عمر فتحى حكم فار: محمود عاشور الحكم الرابع: محمود وفا |

| الأحد 24 نوفمبر 2024 | الإسماعيلي                             | 1 : 0 | بتروجيت        | استاد الإسماعيلية |
| 17:00                | محمد عبد السميع 30' · علي الملواني 90' | تقرير | حامد حمدان 16' | الحكم: أمين محمد عمر الحكام المساعدون: احمد صلاح-أحمد عبد المنعم شعبان مساعد فار: خالد حسين حكم فار: محمد الشناوي الحكم الرابع: جلال أحمد |

| الأحد 24 نوفمبر 2024 | حرس الحدود                               | 0 : 0 | سيراميكا كليوباترا                                                | ستاد حرس الحدود |
| 20:00                | إبراهيم عبد الحكيم 17' · إيميكا ايزي 34' | تقرير | فاجري لاكاي 31' · أحمد هاني 73' · جوستيك أرثر 77' · محمد بسام 77' | الحكم: محمود ناصف الحكام المساعدون: رجب محمد-صالح محمد مساعد فار: أحمد لطفي حكم فار: مصطفى مدحت الحكم الرابع: محمود منصور |

| الأحد 24 نوفمبر 2024 | مودرن سبورت | 0 : 0 | زد                                            | ستاد السلام |
| 20:01                |             | تقرير | علي جمال 45' (ركلة ضائعة.) · محمد ساوانيه 85' | الحكم: طارق مجدى الحكام المساعدون: شريف عبد الله-احمد رشدي مساعد فار: أحمد جمال حكم فار: محمد عبد العزيز الحكم الرابع: مبروك نبيل |

### الأسبوع الرابع
| السبت 30 نوفمبر 2024 | سيراميكا كليوباترا                             | 4 : 1 | مودرن سبورت                                                             | ملعب المقاولون العرب |
| 16:59                | محمود عبد الحفيظ 3'، 57'، 58' · إسلام عيسى 56' | تقرير | جوناثان نغويم 62' · أرنولد إيبا تشيبينا 69' · أحمد خالد جمعة كاباكا 85' | الحكم: حمادة القلاوي الحكام المساعدون: أحمد لطفي-محمود عبد السميع مساعد فار: أحمد جابر حكم فار: محمد الصباحي الحكم الرابع: حسني سلطان |

| السبت 30 نوفمبر 2024 | زد                                                                       | 2 : 0 | حرس الحدود                                                     | ستاد السلام |
| 16:59                | عبد الرحمن البانوبي 18' · مصطفى عبد الرؤوف زيكو 42' · مصطفى سعد ميسي 72' | تقرير | محمود العربي اوكا 57' · كواسي كواسيسو 62' · محمد أحمد القط 68' | الحكم: مصطفى عثمان الحكام المساعدون: سيد نافع-حاتم علام مساعد فار: أحمد حامد فهيم حكم فار: وائل فرحان الحكم الرابع: محمد يوسف |

| السبت 30 نوفمبر 2024 | الاتحاد السكندري    | 0 : 1 | طلائع الجيش                                    | ستاد الإسكندرية |
| 20:00                | فيليبي ناسيمنتو 90' | تقرير | حميد ماو 45' · إسلام محارب 72' · رجب عمران 90' | الحكم: أحمد الغندور الحكام المساعدون: احمد صلاح-نور سعيد مساعد فار: شهاب راشد حكم فار: محمود الدسوقي الحكم الرابع: سيد شعبان |

| الأحد 1 ديسمبر 2024 | البنك الأهلي                                             | 0 : 0 | الأهلي             | ستاد السلام |
| 17:00               | أسامة فيصل 32' · عبد العزيز البلعوطي 90' · أحمد ربيع 90' | تقرير | يحيى عطية الله 45' | الحكم: محمد الحنفي الحكام المساعدون: احمد توفيق طلاب علي-عمر فتحي مساعد فار: احمد حسام طه حكم فار: محمد علاء هاشم الحكم الرابع: محمود ناصف |

| الأحد 1 ديسمبر 2024 | إنبي                                                           | 1 : 0 | الإسماعيلي                                                   | ملعب المقاولون العرب |
| 20:00               | يوسف لبيب 2' · أحمد صبيحة 60' · مصطفى شكشك 67' · رضا السيد 69' | تقرير | عماد حمدي 62' (ركلة ضائعة.) · خالد النبريص 72' (ركلة ضائعة.) | الحكم: ابراهيم محمد الحكام المساعدون: ماجد المليجي-احمد زيدان مساعد فار: هشام الدسوقي حكم فار: محمد عبدالعزيز الحكم الرابع: محمود رشدي |

| الأحد 1 ديسمبر 2024 | سموحة                             | 0 : 0 | الجونة                                                                    | ستاد الإسكندرية |
| 20:00               | دوكو دودو 29' · أبو بكر ليادي 52' | تقرير | فافور اكيم 24' · أحمد حسام 34' · عبد الجواد محمد أحمد 87' · مازن ياسر 90' | الحكم: هشام القاضي الحكام المساعدون: أحمد بكر-محمد مجدي مساعد فار: هاني خيري حكم فار: محمد عباس الحكم الرابع: عمرو رمضان |

| الاثنين 2 ديسمبر 2024 | المصري                                                           | 1 : 0 | بيراميدز                                        | ملعب السويس |
| 17:00                 | محمد مخلوف 49' · محمد الشامي 55' · ميدو جابر 84' · محمود جاد 90' | تقرير | محمود مرعي عبد الفضيل 45' · أحمد عاطف السيد 90' | الحكم: أمين محمد عمر الحكام المساعدون: أحمد عبد المنعم شعبان-محمد عاطف الزناري مساعد فار: شريف عبد الله حكم فار: مصطفى مدحت الحكم الرابع: صبحي العمراوي |

| الاثنين 2 ديسمبر 2024 | بتروجيت                                                                                   | 1 : 2 | فاركو                                                              | ملعب بتروسبورت |
| 17:00                 | أحمد عبد الموجود 40' · رشاد المتولي 73' (ركلة.) · حامد حمدان 81' · خالد أبو زيادة 84' 90' | تقرير | محمود جهاد 23' · وليد علي فرج 41' · أحمد جمال 55' · ياسين مرعي 72' | الحكم: وليد عبد الرازق الحكام المساعدون: مصطفى عطية-خالد حسام مساعد فار: هاني العراقي حكم فار: علاء صبري الحكم الرابع: عمرو عايد |

| الاثنين 2 ديسمبر 2024 | غزل المحلة    | 0 : 4 | الزمالك | ملعب المحلة |
| 20:02                 | يحيي زكريا 3' | تقرير | ناصر منسي 18'، 22' · ناصر منسي 50' · دونجا 57' · حسام عبد المجيد 69' · أحمد سيد زيزو 72' (ركلة.) · حسام عبد المجيد 79' | الحكم: محمود بسيوني الحكام المساعدون: سمير جمال سعد-خالد حسين مساعد فار: محمود أبو الرجال حكم فار: محمد الشناوي الحكم الرابع: احمد ناجي |

### الأسبوع الخامس
| الخميس 19 ديسمبر 2024 | حرس الحدود                                              | 0 : 0 | المصري                 | ملعب السويس |
| 17:00                 | إيميكا ايزي 18' · محمود ممدوح 25' · إسلام أبو سليمة 75' | تقرير | خالد متولي الغندور 26' | الحكم: ابراهيم محمد الحكام المساعدون: مصطفى عطية-نور سعيد مساعد فار: هانى عبد الفتاح حكم فار: مصطفى مدحت الحكم الرابع: نور سمير |

| الخميس 19 ديسمبر 2024 | طلائع الجيش                                              | 0 : 1 | بتروجيت                            | ستاد جهاز الرياضة العسكري |
| 16:59                 | عماد فتحي 41' · محمد فتح الله كماتشو 42' · فريد شوقي 89' | تقرير | بدر موسى 32' · غابرييل تشوكودي 90' | الحكم: نادر قمر الدولة الحكام المساعدون: أحمد لطفي-محمد مجدي مساعد فار: يارا عاطف حكم فار: محمد نهاد الحكم الرابع: محمد الدسوقي |

| الخميس 19 ديسمبر 2024 | الزمالك                                                                | 1 : 1 | سيراميكا كليوباترا                                            | ستاد القاهرة الدولي |
| 20:00                 | محمد عادل 20' (ذاتي.) · مصطفى شلبي 26' · دونجا 56' · أحمد سيد زيزو 90' | تقرير | إسلام عيسى 13' · محمود عبد الحفيظ 45' · أحمد رمضان بيكهام 63' | الحكم: أمين محمد عمر الحكام المساعدون: سامى هلهل-وائل شعبان مساعد فار: هانى خيرى حكم فار: محمد الصباحي الحكم الرابع: ابراهيم محجوب |

| الجمعة 20 ديسمبر 2024 | الجونة                                              | 1 : 0 | إنبي                                         | ملعب خالد بشارة |
| 16:59                 | فافور اكيم 9' · أحمد مجدي 57' · علي محمد الزهدي 85' | تقرير | أحمد أمين أوفة 37' · [[مصطفى ياسر شكشك]] 59' | الحكم: أحمد جمال الحكام المساعدون: خالد حسين-علي علاء مساعد فار: أحمد جابر حكم فار: هشام القاضي الحكم الرابع: محمود منصور |

| الجمعة 20 ديسمبر 2024 | مودرن سبورت                                     | 0 : 1 | البنك الأهلي                                              | ستاد القاهرة الدولي |
| 17:00                 | محمود رزق 43' · عمرو السيسي 71' · على الفيل 77' | تقرير | أسامة فيصل 45' (ركلة.) · محمد إبراهيم 77' · اريك سيرج 90' | الحكم: محمد معروف عيد منصور الحكام المساعدون: ماجد المليجي-خالد حسام مساعد فار: مبروك نبيل حكم فار: محمد عباس الحكم الرابع: أحمد ناصر |

| الجمعة 20 ديسمبر 2024 | فاركو                                                | 1 : 2 | زد | ستاد حرس الحدود |
| 20:00                 | ياسين مرعي 23' · جيفرسون إينكادا 35' · عمرو ناصر 62' | تقرير | عبد الرحمن البانوبي 8' · ديلسون كاموني 31' · حمدي علاء 62' · شادي حسين 71' · شادي حسين 90' · محمد إسماعيل 90' | الحكم: محمد يوسف الحكام المساعدون: مصطفى حسين-عمران فريج مساعد فار: أحمد بكر حكم فار: محمود الدسوقي الحكم الرابع: عاطف حسين |

| السبت 21 ديسمبر 2024 | غزل المحلة                        | 0 : 0 | الاتحاد السكندري    | ملعب المحلة |
| 17:05                | موري توري 10' · محمد حمدي زكي 45' | تقرير | فيليبي ناسيمنتو 24' | الحكم: مصطفى الشهدى الحكام المساعدون: احمد صلاح-محمد محمود لطفى مساعد فار: أحمد حامد فهيم حكم فار: محمد الشناوي الحكم الرابع: عمرو عايد |

| السبت 21 ديسمبر 2024 | الإسماعيلي                                        | 1 : 1 | بيراميدز                                             | استاد الإسماعيلية |
| 19:59                | مروان حمدي 30' · محمد عمار 87' · ايريك تراوري 90' | تقرير | أسامة جلال 45' · محمد الشيبي 76' · محمد حمدي شرف 90' | الحكم: عبد العزيز السيد الحكام المساعدون: احمد توفيق طلاب على-شهاب راشد مساعد فار: محمد عبد الحافظ حكم فار: علاء صبري الحكم الرابع: جلال أحمد |

### الأسبوع السادس
| الثلاثاء 24 ديسمبر 2024 | زد | 0 : 0 | إنبي                         | ستاد القاهرة الدولي |
| 17:02                   |    | تقرير | أحمد جمال 82' · علي فوزي 90' | الحكم: محمود ناصف الحكام المساعدون: أحمد الفار-محمد مصطفى اسماعيل مساعد فار: عمرو رمضان حكم فار: سيد شعبان الحكم الرابع: السيد منير |

| الثلاثاء 24 ديسمبر 2024 | طلائع الجيش                                             | 2 : 2 | الزمالك                                                                   | ملعب الكلية الحربية |
| 19:59                   | غودوين أوكوارا 35'، 55' · أحمد متعب 59' · رجب عمران 80' | تقرير | محمد شحاتة 43' · حسام أشرف 45' · محمود حمدي الونش 74' · أحمد سيد زيزو 90' | الحكم: طارق مجدي الحكام المساعدون: يوسف البساطي-خالد السيد مساعد فار: محمد عزازي حكم فار: وائل فرحان الحكم الرابع: حسني سلطان |

| الأربعاء 25 ديسمبر 2024 | الإسماعيلي                                                 | 2 : 2 | حرس الحدود                                                       | استاد الإسماعيلية |
| 17:00                   | محمد خطاري 52' · علي الملواني 53' · مروان حمدي 64' (ركلة.) | تقرير | محمود ممدوح 25' · محمد الدغيمي 41' · محمد بيومي محمد 47' (ذاتي.) | الحكم: حمادة القلاوي الحكام المساعدون: هاني عبد الفتاح-أحمد نوفل مساعد فار: عمرو عابدين حكم فار: محمد علاء هاشم الحكم الرابع: نادر قمر الدولة |

| الأربعاء 25 ديسمبر 2024 | الاتحاد السكندري                            | 0 : 0 | مودرن سبورت | ستاد الإسكندرية |
| 17:02                   | بنيامين برنارد بواتينج 6' · محمود متولي 68' | تقرير |             | الحكم: محمد الحنفي الحكام المساعدون: هشام الدسوقي-سيد نافع مساعد فار: سامي هلهل حكم فار: عمرو الشناوي الحكم الرابع: ابراهيم محمد |

| الأربعاء 25 ديسمبر 2024 | بيراميدز                                                                                        | 3 : 0 | فاركو          | ملعب الدفاع الجوي |
| 19:57                   | وليد الكرتي 11' · محمد الشيبي 22' · صديق أويجولا 53' · أحمد توفيق 67' · فيستون كالالا مايلي 68' | تقرير | محمود جهاد 45' | الحكم: أحمد حمدي الحكام المساعدون: عدي عيد-اسلام ابو العطا مساعد فار: رجب محمد حكم فار: محمد عادل الحكم الرابع: محمد الدسوقي |

| الخميس 26 ديسمبر 2024 | سموحة                                                               | 2 : 4 | غزل المحلة | ستاد الإسكندرية |
| 17:02                 | حسام حسن عبد البديع 20' (ركلة.) · محمود صابر 74' · مصطفى البدري 80' | تقرير | عبد الرحيم عموري 31' · محمد علي بن حمودة 53' (ركلة.)، 88' (ركلة.) · محمد حمدي زكي 56' (ركلة.) · عبده يحيى 67' · خالد الاخميمي 75' 90' · عبد الرحيم عموري 80' · محمد علي بن حمودة 88' · حميدو عبد الفتاوو 90' · أحمد حكم 90' | الحكم: محمد معروف عيد منصور الحكام المساعدون: أحمد عبد الغني-عماد العقاد مساعد فار: خالد حسين حكم فار: حسام عزب الحكم الرابع: محمد العتباني |

| الخميس 26 ديسمبر 2024 | البنك الأهلي                                 | 1 : 2 | سيراميكا كليوباترا                              | ستاد القاهرة الدولي |
| 17:01                 | ياو أنور 42' · ياو أنور 87' · أسامة فيصل 90' | تقرير | أحمد بلحاج 32' · رجب نبيل 76' · مروان عثمان 78' | الحكم: محمد الغازي الحكام المساعدون: طارق مصطفى-علاء عبد الباسط مساعد فار: محمود أبو الرجال حكم فار: هشام القاضي الحكم الرابع: محمود رشدي |

| الخميس 26 ديسمبر 2024 | المصري             | 0 : 2 | الأهلي                                                     | ملعب برج العرب |
| 20:02                 | اتدجيكو سامادو 38' | تقرير | يحيى عطية الله 39' · عمرو السولية 47' · محمد مجدي قفشة 90' | الحكم: محمود البنا الحكام المساعدون: احمد حسام طه-هاني خيري مساعد فار: أحمد جمال حكم فار: عبد العزيز السيد الحكم الرابع: محمد يوسف |

| الخميس 26 ديسمبر 2024 | بتروجيت           | 1 : 0 | الجونة                               | ملعب بتروسبورت |
| 19:58                 | أحمد رضا هاشم 90' | تقرير | علي محمد الزهدي 74' · فافور اكيم 89' | الحكم: أمين محمد عمر الحكام المساعدون: مصطفى حسن-محمد عطا مساعد فار: عاطف حسين حكم فار: مصطفى عثمان الحكم الرابع: عمرو عايد |

### الأسبوع السابع
| الأحد 29 ديسمبر 2024 | حرس الحدود                                                                   | 3 : 0 | طلائع الجيش  | ستاد حرس الحدود |
| 16:59                | حازم محمد محمد 23' · محمد مجلي 53' · موفوسي تريزور 57' · عبد الرحمن جودة 82' | تقرير | حميد ماو 90' | الحكم: وليد عبد الرازق الحكام المساعدون: احمد رشدي-محمد عبد العظيم مساعد فار: أسامة عبد اللطيف حكم فار: مصطفى مدحت الحكم الرابع: محمد سلامة |

| الأحد 29 ديسمبر 2024 | الزمالك                                                                 | 2 : 0 | الاتحاد السكندري                      | ستاد القاهرة الدولي |
| 20:02                | حسام أشرف 35' · مصطفى شلبي 61' · ناصر منسي 66' · كريم الديب 72' (ذاتي.) | تقرير | مورو ساليفو 35' · عبدالغني محمد 45' ' | الحكم: أحمد الغندور الحكام المساعدون: هاني عبد الفتاح-شريف عبد الله مساعد فار: محمود أبو الرجال حكم فار: محمود ناصف الحكم الرابع: ابراهيم محجوب |

| الاثنين 30 ديسمبر 2024 | الجونة                  | 0 : 1 | بيراميدز                      | ملعب خالد بشارة |
| 16:58                  | تولولوب صموئيل أوجو 31' | تقرير | علي جبر 54' · محمد الجباس 90' | الحكم: محمد الصباحي الحكام المساعدون: محمد محمود لطفي-محمود حسين مساعد فار: هاني العراقي حكم فار: محمود الدسوقي الحكم الرابع: أحمد ناصر |

| الاثنين 30 ديسمبر 2024 | إنبي                                                                                                  | 0 : 0 | الأهلي             | ملعب المقاولون العرب |
| 17:00                  | أحمد العجوز 68' · أحمد خليل كالوشا 89' (ركلة ضائعة.) · مصطفى دويدار 90' · تيندري راندرياناريجاونا 90' | تقرير | أحمد نبيل كوكا 48' | الحكم: محمود بسيوني الحكام المساعدون: احمد توفيق طلاب علي-شهاب راشد مساعد فار: يوسف البساطي حكم فار: محمد معروف عيد منصور الحكم الرابع: جلال أحمد |

| الاثنين 30 ديسمبر 2024 | فاركو                                                                                   | 2 : 1 | سموحة                                                 | ستاد حرس الحدود |
| 20:00                  | ياسين مرعي 30' · عمرو ناصر 55' (ركلة.) · إينوكي 79' · زهير المترجي 81' · محمود عماد 90' | تقرير | دوكو دودو 20' · محمد متولي كناريا 22' · دوكو دودو 42' | الحكم: محمود وفا الحكام المساعدون: اسامة محمد-محمد عاطف الزناري مساعد فار: أحمد حامد فهيم حكم فار: محمد الشناوي الحكم الرابع: أسامة اسماعيل |

| الاثنين 30 ديسمبر 2024 | زد                                               | 1 : 1 | بتروجيت                                                                      | ستاد القاهرة الدولي |
| 20:00                  | حمدي علاء 21' · أحمد الصغيري 79' · شادي حسين 90' | تقرير | أحمد عبد الموجود 33' · هادي رياض 51' · محمد هشام حسن 89' · احمد رضا هاشم 90' | الحكم: محمد عادل الحكام المساعدون: محمد فاروق-ابراهيم السوداني مساعد فار: أحمد لطفي حكم فار: صبحي العمراوي الحكم الرابع: محمد الغازي |

| الثلاثاء 31 ديسمبر 2024 | سيراميكا كليوباترا                                                     | 1 : 1 | المصري                        | ملعب السويس |
| 15:00                   | محمود عبد الحفيظ 54' · فاجري لاكاي 72' (ركلة ضائعة. ) · عمرو قلاوة 76' | تقرير | محمد هاشم 11' · صلاح محسن 81' | الحكم: محمود ناجي الحكام المساعدون: محمد عزازي-أحمد عبد المنعم شعبان مساعد فار: مصطفى عطية حكم فار: خالد جمال الحكم الرابع: أحمد حمدي |

| الأربعاء 1 يناير 2025                                                                                    | مودرن سبورت          | 0 : 3 | الإسماعيلي                             | ستاد القاهرة الدولي |
| 17:00 | عبد الرحمن رشدان 90' | تقرير | علي الملواني 90' · محمد بيومي محمد 90' | الحكم: أمين محمد عمر الحكام المساعدون: حسن رمضان-احمد عادل عبد الفتاح مساعد فار: عمرو عايد حكم فار: علاء صبري الحكم الرابع: هشام القاضي |
| ملاحظة: رابطة الاندية تعتمد فوز الاسماعيلي علي مودرن سبورت بثلاثية دون رد لمخالفة الاخير للوائح المسابقة |                      |       |                                        | |

| الأربعاء 1 يناير 2025 | غزل المحلة    | 0 : 1 | البنك الأهلي                                                                 | ملعب المحلة |
| 20:01                 | عبده يحيى 76' | تقرير | ياو أنور 6' · محمود الجزار 18' · أسامة فيصل 89' · محمد عبد اللطيف غريندو 90' | الحكم: مصطفى عثمان الحكام المساعدون: سامي هلهل-نور سعيد مساعد فار: محمود عبد السميع حكم فار: محمد الحنفي الحكم الرابع: حمادة القلاوي |

### الأسبوع الثامن
| الجمعة 10 يناير 2025 | بتروجيت                        | 0 : 0 | إنبي | ملعب بتروسبورت |
| 16:01                | رشاد المتولي 19' (ركلة ضائعة.) | تقرير |      | الحكم: هشام القاضي الحكام المساعدون: أسامة عبد اللطيف-حاتم علام مساعد فار: أحمد جابر حكم فار: محمد نهاد الحكم الرابع: احمد ناجي |

| الجمعة 10 يناير 2025 | طلائع الجيش                                                              | 0 : 1 | سيراميكا كليوباترا                                                    | ستاد جهاز الرياضة العسكري |
| 19:01                | أحمد علاء الدين 76' · عماد فتحي 89' · رجب عمران 90' · غودوين أوكوارا 90' | تقرير | عبد الله مجدي 42' · أحمد قندوسي 66' · أحمد بلحاج 75' · حسين السيد 90' | الحكم: محمود البنا الحكام المساعدون: عماد العقاد-محمد أبو رحاب مساعد فار: اسامة محمد حكم فار: حسام عزب الحكم الرابع: محمود رشدي |

| السبت 11 يناير 2025 | البنك الأهلي                    | 1 : 0 | الإسماعيلي                                  | ستاد القاهرة الدولي |
| 16:01               | أحمد النادري 17' · ياو أنور 49' | تقرير | حاتم محمد سكر 39' · محمد حسن عبد الحفيظ 90' | الحكم: محمد عباس الحكام المساعدون: عمر فتحى-خالد السيد مساعد فار: أحمد حمدي حكم فار: محمد علاء هاشم الحكم الرابع: محمد الدسوقي |

| السبت 11 يناير 2025 | الاتحاد السكندري                             | 0 : 1 | زد                                                             | ستاد الإسكندرية |
| 19:01               | بنيامين برنارد بواتينج 55' · مورو ساليفو 83' | تقرير | ديلسون كاموني 33' · ديلسون كاموني 61' · أحمد سيد عبد النبي 80' | الحكم: محمود الدسوقي الحكام المساعدون: رجب محمد-كريم مهيا مساعد فار: هيثم الشريف حكم فار: محمد سلامة الحكم الرابع: عمرو عايد |

| الأحد 12 يناير 2025 | سموحة | 1 : 0 | مودرن سبورت                                                  | ملعب برج العرب |
| 19:02               | محمد ربيعة 23' · عبد الرحمن عامر 29' · حسام حسن عبد البديع 43' · الهاني سليمان 79' · محمد متولي كناريا 82' | تقرير | عمرو السيسي 37' · أرنولد إيبا تشيبينا 48' · محمد الدسوقي 88' | الحكم: عبد العزيز السيد الحكام المساعدون: سامى هلهل-صالح محمد مساعد فار: خالد حسين حكم فار: وائل فرحان الحكم الرابع: عمرو رمضان |

| الأربعاء 15 يناير 2025 | بيراميدز                                                 | 3 : 0 | غزل المحلة   | ملعب الدفاع الجوي |
| 16:00                  | علي جبر 34' · إبراهيم عادل 51' · فيستون كالالا مايلي 84' | تقرير | أحمد حكم 45' | الحكم: طارق مجدى الحكام المساعدون: هانى عبد الفتاح-محمود عبد السميع مساعد فار: يوسف البساطى حكم فار: محمد عبد العزيز الحكم الرابع: السيد منير |

| الأربعاء 15 يناير 2025 | الأهلي                                | 2 : 0 | الجونة                  | ستاد القاهرة الدولي |
| 19:00                  | إمام عاشور 62'، 90' · كريم نيدفيد 70' | تقرير | تولولوب صموئيل أوجو 12' | الحكم: محمد الحنفي الحكام المساعدون: ماجد المليجي-سيد نافع مساعد فار: محمد عزازي حكم فار: مصطفى الشهدى الحكم الرابع: وليد عبد الرازق |

| الخميس 16 يناير 2025 | الزمالك                                                                                     | 3 : 2 | حرس الحدود                                                                    | ستاد القاهرة الدولي |
| 16:03                | أحمد سيد زيزو 12'، 45' (ركلة.) · مصطفى شلبي 36' · سيف الدين الجزيري 78' · حمزة المثلوثي 85' | تقرير | محمد أشرف روقا 25' (ركلة.) · إبراهيم عبد الحكيم 43' · محمود ممدوح 86' (ركلة.) | الحكم: حمادة القلاوى الحكام المساعدون: محمد مجدي-مصطفى عطية مساعد فار: هانى خيرى حكم فار: عمرو الشناوي الحكم الرابع: محمد يوسف |

| الخميس 16 يناير 2025 | المصري                                                               | 1 : 0 | فاركو                                          | ملعب برج العرب |
| 19:01                | احمد القرموطي 11' · محمد الشامي 13' · محمد مخلوف 20' · محمود جاد 75' | تقرير | جيفرسون إينكادا 13' · إينوكي 58' · عمر رضا 90' | الحكم: محمد الصباحي الحكام المساعدون: أحمد نوفل-إيهاب فخري مساعد فار: محمد عبد الحافظ حكم فار: خالد جمال الحكم الرابع: محمود منصور |

### الأسبوع التاسع
| الثلاثاء 21 يناير 2025 | غزل المحلة    | 0 : 1    | حرس الحدود                                                                        | ملعب المحلة |
| 16:06                  | موري توري 90' | [ تقرير] | عبد الرحمن جودة 62' · عمرو الجزار 82' (ذاتي.) · محمد أشرف روقا 89' · عمر فتحي 90' | الحكم: عاطف حسين الحكام المساعدون: أحمد بكر-احمد زيدان مساعد فار: محمد عطا حكم فار: محمد سلامة الحكم الرابع: أحمد حمدي |

| الثلاثاء 21 يناير 2025 | الجونة                                                                                 | 1 : 2    | البنك الأهلي                                                              | ملعب خالد بشارة |
| 16:04                  | أحمد مجدي 12' (ركلة.) · تولولوب صموئيل أوجو 36' · علي محمد الزهدي 45' · مروان محسن 78' | [ تقرير] | أسامة فيصل 35' (ركلة.) · ياو أنور 59' · ياو أنور 69' · داو سيريال 11' 72' | الحكم: نادر قمر الدولة الحكام المساعدون: مصطفى حسين-وائل عاطف مساعد فار: محمد عبد العزيز حكم فار: علاء صبري الحكم الرابع: حسني سلطان |

| الثلاثاء 21 يناير 2025 | الإسماعيلي                                                                          | 1 : 0    | سموحة | استاد الإسماعيلية |
| 19:01                  | محمد بيومي محمد 63' · خالد النبريص 68' · خالد النبريص 68' · محمد حسن عبد الحفيظ 89' | [ تقرير] |       | الحكم: أحمد الغندور الحكام المساعدون: احمد توفيق طلاب علي-هاني خيري مساعد فار: هاني العراقي حكم فار: طارق مجدي الحكم الرابع: احمد ناجي |

| الثلاثاء 21 يناير 2025 | إنبي                                                    | 0 : 1    | طلائع الجيش                              | ملعب بتروسبورت |
| 19:02                  | مصطفى دويدار 68' · أحمد العجوز 75' · أحمد أمين أوفة 89' | [ تقرير] | عماد فتحي 16' · محمد فتح الله كماتشو 60' | الحكم: أحمد ناصر الحكام المساعدون: أحمد لطفي-محمود عامر مساعد فار: ابراهيم محجوب حكم فار: أمين محمد عمر الحكم الرابع: شاهنده المغربي |

| الأربعاء 22 يناير 2025 | فاركو                                                                | 1 : 1    | الأهلي                                                                  | ملعب برج العرب |
| 16:00                  | زهير المترجي 22' · ياسين مرعي 26' · أحمد شريف 45' · باباكار نداي 83' | [ تقرير] | عمر الساعي 5' · إمام عاشور 45' (ركلة.) · إمام عاشور 45' · سمير محمد 90' | الحكم: محمد معروف عيد منصور الحكام المساعدون: سمير جمال سعد-شهاب راشد مساعد فار: شريف عبد الله حكم فار: محمد عباس الحكم الرابع: أسامة اسماعيل |

| الأربعاء 22 يناير 2025 | سيراميكا كليوباترا                          | 1 : 1    | الاتحاد السكندري                               | ملعب المقاولون العرب |
| 19:01                  | محمد عادل 35' · رجب نبيل 45' · رجب نبيل 83' | [ تقرير] | كريم الديب 71' · ناصر ناصر 86' · عمرو جمعة 90' | الحكم: محمود وفا الحكام المساعدون: محمود أبو الرجال-هاشم عبد المريد مساعد فار: احمد حسام طه حكم فار: مصطفى مدحت الحكم الرابع: مبروك نبيل |

| الأربعاء 22 يناير 2025 | زد | 0 : 1    | بيراميدز                | ستاد القاهرة الدولي |
| 19:02                  |    | [ تقرير] | فيستون كالالا مايلي 80' | الحكم: محمد يوسف الحكام المساعدون: أحمد عبد المنعم شعبان-محمد القاضي مساعد فار: أسامة عبد اللطيف حكم فار: حسام عزب الحكم الرابع: عمرو الشناوي |

| الخميس 23 يناير 2025 | بتروجيت                                                       | 2 : 1    | المصري                                             | ملعب السويس |
| 16:00                | رشاد المتولي 17' · مصطفى الجمل 37' · إسماعيل بامبا ماريكو 90' | [ تقرير] | عبد الرحيم دغموم 30' · خالد صبحي 51' · حسن علي 86' | الحكم: صبحي العمراوي الحكام المساعدون: عمرو جمعة-احمد عادل عبد الفتاح مساعد فار: محمد الغازي حكم فار: محمود الدسوقي الحكم الرابع: ابراهيم محمد |

| الخميس 23 يناير 2025 | مودرن سبورت                                                                  | 1 : 0    | الزمالك   | ستاد القاهرة الدولي |
| 19:03                | عبد الرحمن رشدان 45' · أحمد يوسف 78' · جوناثان نغويم 87' · جوناثان نغويم 88' | [ تقرير] | دونجا 87' | الحكم: محمود ناجي الحكام المساعدون: يوسف البساطي-محمد فاروق محمود مساعد فار: هاني عبد الفتاح حكم فار: محمد الشناوي الحكم الرابع: أحمد جمال |

### الأسبوع العاشر
| الأحد 26 يناير 2025 | الاتحاد السكندري                                                 | 1 : 0    | الإسماعيلي                                    | ملعب برج العرب |
| 16:02               | ناصر ناصر 22' · شكري نجيب 30' · كريم الديب 56' · محمود متولي 79' | [ تقرير] | محمد عمار 17' · مروان حمدي 82' · نادر فرج 90' | الحكم: عبد العزيز السيد الحكام المساعدون: احمد صلاح-حسن رمضان مساعد فار: محمود عبد السميع حكم فار: محمد سلامة الحكم الرابع: محمود رشدي |

| الأحد 26 يناير 2025 | طلائع الجيش    | 0 : 0    | فاركو                                          | ستاد جهاز الرياضة العسكري |
| 16:01               | خالد سطوحي 45' | [ تقرير] | عمرو ناصر 35' · محمد فخري 84' · ياسين مرعي 90' | الحكم: محمود الدسوقي الحكام المساعدون: وليد عبد اللطيف-محمد سعيد مساعد فار: هشام الدسوقي حكم فار: مصطفى عثمان الحكم الرابع: عمرو عايد |

| الأحد 26 يناير 2025 | الأهلي                                                            | 2 : 2    | بيراميدز | ستاد القاهرة الدولي |
| 19:00               | رامي ربيعة 52' · نيجك جراديشار 54' · إمام عاشور 90' (ركلة ضائعة.) | [ تقرير] | رامي ربيعة 18' (ذاتي.) · أحمد توفيق 41' · مصطفى فتحي ضربة جزاء 50' (ركلة.) · كريم حافظ 74' · أحمد سامي 88' · صديق أويجولا 88' · أحمد الشناوي 88' · علي جبر 90' | الحكم: محمود البنا الحكام المساعدون: احمد حسام طه-هاني عبد الفتاح مساعد فار: خالد حسين حكم فار: محمود عاشور الحكم الرابع: صبحي العمراوي |

| الأحد 26 يناير 2025 | غزل المحلة                                    | 0 : 1    | سيراميكا كليوباترا                                | ملعب المحلة |
| 19:02               | حميدو عبد الفتاوو 34' · محمد علي بن حمودة 90' | [ تقرير] | حسين السيد 66' · احمد بلحاج 76' · فاجري لاكاي 86' | الحكم: محمد الصباحي الحكام المساعدون: محمد عزازي-احمد شاهين مساعد فار: سمير جمال سعد حكم فار: محمد علاء هاشم الحكم الرابع: محمد الدسوقي |

| الاثنين 27 يناير 2025 | الزمالك                                                                                               | 4 : 1    | الجونة                                                                 | ستاد القاهرة الدولي |
| 16:01                 | ناصر منسي 7' · ناصر منسي 33' · سيف الدين الجزيري 64'، 90' · عبد الله السعيد 69' · عبد الله السعيد 73' | [ تقرير] | أحمد حسام 12' · احمد العش 29' · أحمد حسام 37' · رضا سيد عبد السلام 69' | الحكم: أحمد الغندور الحكام المساعدون: شريف عبد الله-محمد عاطف الزناري مساعد فار: احمد ناجي حكم فار: محمد نهاد الحكم الرابع: السيد منير |

| الاثنين 27 يناير 2025 | المصري                                                                       | 2 : 1    | إنبي                               | ملعب السويس |
| 19:02                 | عمرو السعداوي 22' (ركلة.) · محمود حمدي 25' · محمود حمادة 54' · صلاح محسن 90' | [ تقرير] | أحمد أمين أوفة 28' · زياد كمال 90' | الحكم: مصطفى الشهدي الحكام المساعدون: محمد مجدي-عماد العقاد مساعد فار: مصطفى عطية حكم فار: وائل فرحان الحكم الرابع: عاطف حسين |

| الاثنين 27 يناير 2025 | حرس الحدود                             | 1 : 0    | مودرن سبورت                                                   | ستاد حرس الحدود |
| 19:00                 | فوزي الحناوي 83' · محمد أحمد السيد 90' | [ تقرير] | محمد الدسوقي 90' · محمود جنش 90' · علي فوزي 90' (ركلة ضائعة.) | الحكم: ابراهيم محجوب الحكام المساعدون: اسلام ابو العطا-كيرلس نزية مساعد فار: عمرو عابدين حكم فار: خالد جمال الحكم الرابع: نورا سمير |

| الثلاثاء 28 يناير 2025 | البنك الأهلي                                                                | 0 : 2    | بتروجيت                                                                                           | ستاد القاهرة الدولي |
| 16:00                  | سعيدو سيمبوري 18' · أحمد مدبولي 20' · محمود الجزار 44' · اساهاكى ياكوبو 70' | [ تقرير] | حامد حمدان 10' · إسماعيل بامبا ماريكو 45' (ركلة ضائعة.) · غابرييل تشوكودي 61' · محمد هشام حسن 90' | الحكم: أحمد جمال الحكام المساعدون: طارق مصطفى-عماد فرج مساعد فار: أحمد جابر حكم فار: طارق مجدي الحكم الرابع: أحمد ناصر |

| الثلاثاء 28 يناير 2025 | سموحة                                                                            | 2 : 1    | زد                                                                      | ملعب برج العرب |
| 19:00                  | محمد ربيعة 34' · صموئيل أمادي 39'، 86' · دوكو دودو 46' · حسام حسن عبد البديع 77' | [ تقرير] | ماتا ماجاسا 25' · مصطفى عبد الرؤوف زيكو 45' · مصطفى عبد الرؤوف زيكو 66' | الحكم: وليد عبد الرازق الحكام المساعدون: سيد حسن-خالد حسام مساعد فار: أحمد بكر حكم فار: محمود ناجي الحكم الرابع: سيد شعبان |

### الأسبوع الحادي عشر
| الجمعة 31 يناير 2025 | الإسماعيلي                                             | 1 : 2 | طلائع الجيش                                                | استاد الإسماعيلية |
| 16:00                | مروان حمدي 6' · محمد حسن عبد الحفيظ 71' · محمد نصر 80' | تقرير | غودوين أوكوارا 53' · حامد خالد 82' · رجب عمران 88' (ركلة.) | الحكم: نادر قمر الدولة الحكام المساعدون: أحمد عبد الغني-وليد حميد مساعد فار: هاني العراقي حكم فار: صبحي العمراوي الحكم الرابع: حسني سلطان |

| الجمعة 31 يناير 2025 | الجونة                  | 0 : 1 | حرس الحدود                                               | ملعب خالد بشارة |
| 16:03                | تولولوب صموئيل أوجو 26' | تقرير | عبد الرحمن جودة 10' · عمر فتحي 18' · عبد الرحمن جودة 45' | الحكم: أحمد حمدي الحكام المساعدون: مصطفى حسن-محمد الحاج مساعد فار: محمود ناصف حكم فار: عمرو الشناوي الحكم الرابع: مبروك نبيل |

| الجمعة 31 يناير 2025 | بيراميدز | 3 : 0 | الزمالك                             | ملعب الدفاع الجوي |
| 19:01                | محمد الشيبي 11' · أحمد سامي 32' · فيستون كالالا مايلي 58' · مصطفى فتحي 64' · إبراهيم عادل 70' · محمد حمدي شرف 86' | تقرير | حسام عبد المجيد 28' · ناصر منسي 83' | الحكم: محمود بسيوني الحكام المساعدون: احمد توفيق طلاب علي-هاني خيري مساعد فار: شهاب راشد حكم فار: وائل فرحان الحكم الرابع: عبد العزيز السيد |

| السبت 1 فبراير 2025 | إنبي                                             | 0 : 1 | البنك الأهلي                                                              | ملعب بتروسبورت |
| 16:02               | أحمد صبيحة 2' · مصطفى دويدار 54' · مودي ناصر 73' | تقرير | محمد بسيوني 37' · هشام صلاح 45' 68' · أسامة فيصل 56' · اساهاكى ياكوبو 77' | الحكم: ابراهيم محمد الحكام المساعدون: عمر فتحي-خالد السيد مساعد فار: حمادة القلاوي حكم فار: خالد جمال الحكم الرابع: محمود منصور |

| السبت 1 فبراير 2025 | زد                                          | 1 : 1 | المصري                                                     | ملعب السويس |
| 16:01               | مصطفى عبد الرؤوف زيكو 56' · ماتا ماجاسا 90' | تقرير | كريم بامبو 43' · اتدجيكو سامادو 45' · عبد الرحيم دغموم 83' | الحكم: محمد الغازي الحكام المساعدون: أحمد لطفي-عدي عيد مساعد فار: احمد حسام طه حكم فار: علاء صبري الحكم الرابع: عمرو رمضان |

| السبت 1 فبراير 2025 | بتروجيت                                             | 0 : 0 | الاتحاد السكندري | ملعب الكلية الحربية |
| 19:00               | هادي رياض 18' · محمد علي عكاشة 28' · حامد حمدان 90' | تقرير | ناصر ناصر 90'    | الحكم: مصطفى عثمان الحكام المساعدون: أسامة عبد اللطيف-سيد نافع مساعد فار: محمد عبد الحافظ حكم فار: حسام عزب الحكم الرابع: عمرو عايد |

| السبت 1 فبراير 2025 | فاركو                                               | 3 : 2 | غزل المحلة                                                                               | ستاد حرس الحدود |
| 19:01               | عمرو ناصر 14' (ركلة.)، 83' (ركلة.) · ياسين مرعي 90' | تقرير | عماد ميهوب 34' · موري توري 39' · محمد حمدي زكي 46' · محمد جابر 85' · عبد الرحمن خالد 89' | الحكم: محمد سلامة الحكام المساعدون: عبد العزيز محسن-محمد حسين مساعد فار: هاني عبد الفتاح حكم فار: محمد نهاد الحكم الرابع: محمد الدسوقي |

| الأحد 2 فبراير 2025 | سيراميكا كليوباترا                    | 0 : 1 | سموحة                                                                            | ملعب المقاولون العرب |
| 16:01               | جوستيك أرثر 30' · أحمد قندوسي 56' 90' | تقرير | هشام حافظ 41' · عبد الكبير الوادي 62' (ركلة.) · الهاني سليمان 83' · شريف رضا 90' | الحكم: محمد الحنفي الحكام المساعدون: احمد رشدي-اسامة محمد مساعد فار: محمد عبد العزيز حكم فار: محمد الشناوي الحكم الرابع: جلال أحمد |

| الأحد 2 فبراير 2025 | مودرن سبورت                           | 1 : 3 | الأهلي                                                 | ستاد السلام |
| 19:00               | علي زعزع 3' · أرنولد إيبا تشيبينا 75' | تقرير | محمد هاني 6' · نيتس جراديشار 13' · إمام عاشور 29'، 39' | الحكم: طارق مجدي الحكام المساعدون: يوسف البساطي-ابراهيم السوداني مساعد فار: شريف عبد الله حكم فار: أحمد الغندور الحكم الرابع: محمود رشدي |

### الأسبوع الثاني عشر
| الخميس 6 فبراير 2025 | غزل المحلة                                                                      | 2 : 1 | مودرن سبورت                                                                                 | ملعب المحلة |
| 17:00                | عمرو الجزار 11' · محمد علي بن حمودة 81' · محمد علي بن حمودة 81' · عامر عامر 90' | تقرير | محمود رزق 26' · محمد هلال 40' (ركلة.) · علي فوزي 49' · عبد الرحمن أسامة 89' · معتز زدام 90' | الحكم: محمد معروف عيد منصور الحكام المساعدون: مصطفى حسن-حاتم علام مساعد فار: يارا عاطف حكم فار: محمود بسيوني الحكم الرابع: محمد الدسوقي |

| الخميس 6 فبراير 2025 | سيراميكا كليوباترا                                                       | 1 : 2 | فاركو                                                                                   | ملعب المقاولون العرب |
| 16:00                | إسلام عيسى 29' · عبد الله مجدي 32' · جوستيك أرثر 66' · أيمن سعد موكا 69' | تقرير | عمرو ناصر 23' · محمد فخري 51' · جيفرسون إينكادا 68' · محمود عماد 84' · باباكار نداي 90' | الحكم: سيد شعبان الحكام المساعدون: هشام الدسوقي-محمود عبد السميع مساعد فار: محمد الغازي حكم فار: علاء صبري الحكم الرابع: أحمد حمدي |

| الخميس 6 فبراير 2025 | الأهلي                                               | 2 : 1 | بتروجيت        | ستاد السلام |
| 19:00                | إمام عاشور 15' · نيتس غراديشار 67' · كريم نيدفيد 72' | تقرير | أحمد فاروق 90' | الحكم: عبد العزيز السيد الحكام المساعدون: محمد مجدي-محمد محمود لطفي مساعد فار: أحمد جابر حكم فار: محمد الشناوي الحكم الرابع: محمود منصور |

| الجمعة 7 فبراير 2025 | حرس الحدود                                                                                              | 1 : 0 | إنبي                                                                                           | ستاد حرس الحدود |
| 16:03                | كواسي كوادج 35' · محمد أشرف روقا 80' · محمد أشرف روقا 87' (ركلة.) · عبد الرحمن جودة 90' · محمد مجلي 90' | تقرير | محمد سمير 75' · محمد سمير 83' · أحمد أمين أوفة 86' · محمد شريف حتحوت 90' · أحمد العجوز 16' 90' | الحكم: محمود ناصف الحكام المساعدون: صالح محمد-احمد كمال مساعد فار: عاطف حسين حكم فار: محمود البنا الحكم الرابع: السيد منير |

| الجمعة 7 فبراير 2025 | سموحة                                 | 0 : 1 | بيراميدز                                                              | ملعب برج العرب |
| 16:02                | عبد الكبير الوادي 59' · أشرف مجدي 90' | تقرير | طارق علاء الجبالي 33' · وليد الكرتي 52' · أحمد سامي 61' · علي جبر 90' | الحكم: ابراهيم محمد الحكام المساعدون: احمد زيدان-اسلام ابو العطا مساعد فار: أحمد لطفي حكم فار: حسام عزب الحكم الرابع: أسامة اسماعيل |

| الجمعة 7 فبراير 2025 | طلائع الجيش                          | 0 : 0 | الجونة         | ستاد جهاز الرياضة العسكري                                                                                                 |
| 19:00                | أحمد علاء الدين 78' · خالد سطوحي 84' | تقرير | محمد محمود 22' | الحكم: أمين محمد عمر الحكام المساعدون: عمر فتحي-نور سعيد مساعد فار: عمرو عايد حكم فار: مصطفى مدحت الحكم الرابع: احمد ناجي |

| الجمعة 7 فبراير 2025 | الزمالك                                                                      | 2 : 0 | الإسماعيلي | ستاد السلام |
| 18:59                | مصطفى شلبي 18' · محمد السيد محمد 25' · ناصر ماهر 86' · دونجا 90' · دونجا 90' | تقرير |            | الحكم: طارق مجدي الحكام المساعدون: سامي هلهل-وائل شعبان مساعد فار: رجب محمد حكم فار: خالد جمال الحكم الرابع: مبروك نبيل |

| السبت 8 فبراير 2025 | الاتحاد السكندري                                  | 1 : 2 | المصري                                                                          | ملعب برج العرب |
| 16:03               | فان ديريك بيكالي أوبامي 37' · يوسف أسامة نبيه 90' | تقرير | كريم بامبو 20'، 71' · خالد متولي الغندور 32' · باهر المحمدي 45' · محمد هاشم 47' | الحكم: نادر قمر الدولة الحكام المساعدون: خالد حسين-محمود حسين مساعد فار: هيثم الشريف حكم فار: عمرو الشناوي الحكم الرابع: أحمد ناصر |

| السبت 8 فبراير 2025 | البنك الأهلي                                                   | 1 : 1 | زد                                       | ملعب المقاولون العرب |
| 19:00               | أحمد ربيع 57' · سعيدو سيمبوري 84' · أحمد ياسر ريان 90' (ركلة.) | تقرير | شادي حسين 72' (ركلة.) · محمد إسماعيل 80' | الحكم: أحمد الغندور الحكام المساعدون: مصطفى عطية-ماجد المليجي مساعد فار: مصطفى عثمان حكم فار: محمد الحنفي الحكم الرابع: صبحي العمراوي |

### الأسبوع الثالث عشر
| الثلاثاء 11 فبراير 2025 | بتروجيت | 0 : 1 | سموحة                                                                                 | ملعب بتروسبورت |
| 16:01                   |         | تقرير | محمد سالم 4' · محمد مصطفى 66' · محمد رجب الصافي 75' · اسلام عطية 89' · حسين تيمور 90' | الحكم: طارق مجدى الحكام المساعدون: احمد رشدي-كريم السعيد مساعد فار: هاني العراقي حكم فار: سيد شعبان الحكم الرابع: جلال أحمد |

| الثلاثاء 11 فبراير 2025 | فاركو | 0 : 1 | الزمالك | ملعب برج العرب |
| 16:04                   |       | تقرير | أحمد جمال 40' (ذاتي.) · محمود بنتايك 45' · مصطفى شلبي 79' · أحمد سيد زيزو 83' · محمود جهاد 77' 84' · سيف الدين الجزيري 89' · محمد شحاتة 90' · محمد عواد 90' | الحكم: عبد العزيز السيد الحكام المساعدون: احمد توفيق طلاب على-شريف عبد الله مساعد فار: شهاب راشد حكم فار: محمد الشناوي الحكم الرابع: أحمد حمدي |

| الثلاثاء 11 فبراير 2025 | الأهلي                                           | 1 : 0 | غزل المحلة                        | ستاد السلام |
| 19:01                   | مروان عطية 11' · إمام عاشور 56' · مصطفي العش 74' | تقرير | موري توري 54' · محمد حمدي زكي 84' | الحكم: أحمد الغندور الحكام المساعدون: أحمد حسام طه-أسامة عبد اللطيف مساعد فار: محمود أبو الرجال حكم فار: مصطفى الشهدى الحكم الرابع: نادر قمر الدولة |

| الأربعاء 12 فبراير 2025 | الجونة                                                                                        | 2 : 0 | الإسماعيلي       | ملعب خالد بشارة |
| 16:01                   | تولولوب صموئيل أوجو 45' · مروان محسن 47' · مروان محسن 52' · عصام صبحي 79' · محمود العالمي 87' | تقرير | ايريك تراوري 67' | الحكم: محمود بسيونى الحكام المساعدون: سيد نافع-عمرو جمعة مساعد فار: احمد صلاح حكم فار: محمد عباس الحكم الرابع: محمود رشدي |

| الأربعاء 12 فبراير 2025 | زد                                                          | 1 : 1 | سيراميكا كليوباترا                                            | ملعب المقاولون العرب |
| 16:01                   | سامح إبراهيم 60' · مصطفى عبد الرؤوف زيكو 69' · علي لطفي 87' | تقرير | رجب نبيل 72' · أحمد رمضان بيكهام 74' · احمد بلحاج 87' (ركلة.) | الحكم: محمود ناجي الحكام المساعدون: أحمد عبد الغني-احمد عادل عبد الفتاح مساعد فار: محمد محمود لطفى حكم فار: أمين محمد عمر الحكم الرابع: ابراهيم محمد |

| الأربعاء 12 فبراير 2025 | المصري                                                                           | 0 : 0 | البنك الأهلي                                                              | ملعب السويس |
| 19:00                   | يوسف الجوهري 20' · عبد الرحيم دغموم 33' · أمادو جولدي با 49' 56' · خالد صبحي 90' | تقرير | هشام صلاح 5' · أحمد النادري 67' · أحمد سعيد محمد 80' · أحمد ياسر ريان 90' | الحكم: محمد يوسف الحكام المساعدون: عماد العقاد-طارق مصطفى مساعد فار: اسامة السيد حكم فار: محمود ناصف الحكم الرابع: وليد عبد الرازق |

| الأربعاء 12 فبراير 2025 | بيراميدز | 3 : 0 | حرس الحدود      | ملعب الدفاع الجوي                                                                                                   |
| 19:00                   | أحمد عاطف السيد 8' · فيستون كالالا مايلي 45' (ركلة ضائعة.) · فيستون كالالا مايلي 59' · مصطفى فتحي 83' · يوسف أوباما 90' | تقرير | إيميكا ايزي 85' | الحكم: محمود وفا الحكام المساعدون: عدى عيد-أحمد بكر مساعد فار: هانى خيرى حكم فار: خالد جمال الحكم الرابع: عاطف حسين |

| الخميس 13 فبراير 2025 | مودرن سبورت | 0 : 0                                                | طلائع الجيش     | ستاد السلام |
| 15:59                 |             | [ https://www.kooora.com/?m=2386558&stats=tru تقرير] | جودوين شيكا 53' | الحكم: صبحى العمراوى الحكام المساعدون: أحمد لطفي-محمد علي مساعد فار: عمر فتحى حكم فار: عمرو الشناوي الحكم الرابع: عمرو عايد |

| الخميس 13 فبراير 2025 | إنبي                                                                                         | 1 : 1 | الاتحاد السكندري                                                                                         | ملعب المقاولون العرب |
| 19:03                 | أحمد خليل كالوشا 33' · مصطفى دويدار 86' · محمد إسماعيل حامد 90' · أحمد أمين أوفة 90' (ركلة.) | تقرير | كريم الديب 52' (ركلة.) · محمد المغربي 53' · محمود شبانة 63' · محمد فارس عبد الفتاح 67' · اوبين كرامو 90' | الحكم: محمد الغازي الحكام المساعدون: يوسف البساطى-محمد مجدي مساعد فار: محمد عطا حكم فار: حسام عزب الحكم الرابع: عمرو رمضان |

### الأسبوع الرابع عشر
| الأحد 16 فبراير 2025 | الزمالك                                                              | 1 : 1 | بتروجيت                                             | ستاد السلام |
| 16:00                | أحمد محمود 74' · محمد حمدي إبراهيم 90' · أحمد عبد الموجود 90' (ذاتي) | تقرير | بدر موسى 60' · محمد علي عكاشة 66' · مصطفى الجمل 90' | الحكم: نادر قمر الدولة الحكام المساعدون: أحمد نوفل-ماجد المليجي مساعد فار: حسني سلطان حكم فار: محمد يوسف الحكم الرابع: احمد ناجي |

| الأحد 16 فبراير 2025 | سموحة                                                                                       | 1 : 4 | البنك الأهلي                                                                                      | ستاد الإسكندرية |
| 16:01                | صموئيل أمادي 36' · شريف رضا 43' · عبد الكبير الوادي 47' · مصطفى البدري 60' · اسلام عطية 70' | تقرير | أحمد ياسر ريان 21' · داو سيريال 49' · أسامة فيصل 52' · ياو أنور 61' · أسامة فيصل 75' (ركلة.)، 87' | الحكم: أحمد حمدي الحكام المساعدون: كريم مهيا-محمد عاطف الزناري مساعد فار: عمرو عابدين حكم فار: وائل فرحان الحكم الرابع: محمود منصور |

| الأحد 16 فبراير 2025 | حرس الحدود                                   | 2 : 0 | فاركو | ستاد حرس الحدود |
| 18:33                | محمود ممدوح 23'، 74' · محمود العربي اوكا 85' | تقرير |       | الحكم: وليد عبد الرازق الحكام المساعدون: مصطفى حسن-وائل عاطف مساعد فار: أحمد حامد فهيم حكم فار: محمد سلامة الحكم الرابع: محمد ابراهيم |

| الأحد 16 فبراير 2025 | الإسماعيلي                                                                 | 0 : 4 | الأهلي | ملعب برج العرب |
| 19:00                | عبد الكريم مصطفى شحاتة 23' · محمد نصر 45' · مروان حمدي 56' · هشام محمد 68' | تقرير | مروان عطية 9' (ركلة.) · أحمد رضا هاشم 10' · حسين الشحات 26' (ركلة ضائعة.) · إمام عاشور 52' · حسين الشحات 83' · أحمد رضا هاشم 87' | الحكم: أمين محمد عمر الحكام المساعدون: هاني عبد الفتاح-عمر فتحي مساعد فار: خالد حسين حكم فار: محمد الصباحي الحكم الرابع: عاطف حسين |

| الاثنين 17 فبراير 2025 | سيراميكا كليوباترا                                                                       | 2 : 2 | إنبي                                                                     | ستاد هيئة قناة السويس |
| 16:01                  | محمود عبد الحفيظ 22' · أحمد بلحاج 29' · محمد التوني 39' · فاجري لاكاي 61' · محمد رضا 90' | تقرير | هشام عادل 34' · أحمد أمين أوفة 49' · رفيق كابو 60' · عبد الرحمن سمير 90' | الحكم: محمود البنا الحكام المساعدون: حسن رمضان-محمد القاضي مساعد فار: مصطفى عطية حكم فار: محمود الدسوقي الحكم الرابع: مبروك نبيل |

| الاثنين 17 فبراير 2025 | مودرن سبورت                                                        | 0 : 1 | بيراميدز                                     | ستاد السلام |
| 19:00                  | محمود رزق 15' · محمد الدسوقي 67' · محمود شعبان 71' · محمد هلال 90' | تقرير | ابراهيم عادل 45' · محمود مرعي عبد الفضيل 58' | الحكم: محمود بسيوني الحكام المساعدون: شهاب راشد-علي علاء مساعد فار: سامي هلهل حكم فار: طارق مجدي الحكم الرابع: أحمد ناصر |

| الاثنين 17 فبراير 2025 | الاتحاد السكندري                               | 1 : 0 | الجونة        | ستاد الإسكندرية |
| 19:04                  | فادي فريد 87' · عمرو جمعة 90' · كريم الديب 90' | تقرير | أحمد شوشة 78' | الحكم: مصطفى الشهدي الحكام المساعدون: محمد فاروق-خالد حسام مساعد فار: محمود وفا حكم فار: محمد معروف عيد منصور الحكم الرابع: خالد جمال |

| الثلاثاء 18 فبراير 2025 | طلائع الجيش   | 1 : 0 | زد               | ستاد جهاز الرياضة العسكري |
| 16:02                   | حامد خالد 63' | تقرير | محمد ساوانيه 39' | الحكم: محمد عباس الحكام المساعدون: أحمد الفار-علاء عبد الباسط مساعد فار: محمد عزازي حكم فار: عبد العزيز السيد الحكم الرابع: أسامة اسماعيل |

| الثلاثاء 18 فبراير 2025 | غزل المحلة                                    | 1 : 0 | المصري                 | ملعب برج العرب |
| 19:01                   | محمد جابر 3' · يحيي زكريا 16' · محمد أشرف 54' | تقرير | خالد متولي الغندور 30' | الحكم: حمادة القلاوي الحكام المساعدون: هاني خيري-احمد زيدان مساعد فار: أحمد حسام طه حكم فار: محمد الحنفي الحكم الرابع: أحمد جمال |

### الأسبوع الخامس عشر
| الجمعة 21 فبراير 2025 | فاركو                                                | 0 : 0 | مودرن سبورت                    | ستاد حرس الحدود |
| 16:00                 | جابر كامل 40' · جيفرسون إينكادا 47' · محمود عماد 57' | تقرير | معتز زدام 57' · ضياء السيد 84' | الحكم: محمود منصور الحكام المساعدون: محمد مجدي-محمد عطا مساعد فار: أسامة عبد اللطيف حكم فار: محمد الحنفي الحكم الرابع: محمد العتباني |

| الجمعة 21 فبراير 2025 | إنبي                                                                                             | 1 : 0 | سموحة                                                                                       | ملعب بتروسبورت |
| 16:08                 | مودي ناصر 12' · أحمد العجوز 56' (ركلة.)، 90' (ركلة ضائعة.) · محمد سمير 73' · عبد الرحمن سمير 90' | تقرير | عبد الكبير الوادي 24' (ركلة ضائعة.) · دوكو دودو 57' · صموئيل أمادي 77' · محمد سعيد زيكا 89' | الحكم: محمد سلامة الحكام المساعدون: محمود عبد السميع-محمد مصطفى اسماعيل مساعد فار: أحمد بكر حكم فار: علاء صبري الحكم الرابع: جلال أحمد |

| الجمعة 21 فبراير 2025 | بتروجيت                       | 2 : 2 | حرس الحدود                                         | ملعب الكلية الحربية |
| 19:00                 | هادي رياض 9' · أحمد فاروق 87' | تقرير | حازم محمد محمد 45' · عمرو جمال 90' · عمرو جمال 90' | الحكم: السيد منير الحكام المساعدون: يوسف البساطي-محمد عبد العظيم مساعد فار: محمد عبد العزيز حكم فار: محمود عاشور الحكم الرابع: مصطفى عثمان |

| الجمعة 21 فبراير 2025 | البنك الأهلي                                                                        | 3 : 2 | الاتحاد السكندري                                                       | ملعب المقاولون العرب |
| 19:00                 | أسامة فيصل 3' · محمد إبراهيم 5' · ياو أنور 59' · هشام صلاح 64' · اساهاكي ياكوبو 90' | تقرير | عمرو جمعة 33' · عبد الغني محمد 52' · محمود شبانة 61' · مورو ساليفو 61' | الحكم: محمد الصباحي الحكام المساعدون: احمد صلاح-نور سعيد مساعد فار: محمد محمود لطفي حكم فار: أمين محمد عمر الحكم الرابع: محمد الدسوقي |

| السبت 22 فبراير 2025 | الجونة                                                                         | 2 : 0 | سيراميكا كليوباترا                    | ملعب خالد بشارة |
| 16:01                | أحمد مجدي 27' (ركلة.) · محمد علاء 85' · تولولوب صموئيل أوجو 86' · أحمد رضا 90' | تقرير | أحمد رمضان بيكهام 33' · أحمد هاني 61' | الحكم: وائل فرحان الحكام المساعدون: هشام الدسوقي-إيهاب فخري مساعد فار: هيثم الشريف حكم فار: حسام عزب الحكم الرابع: صبحي العمراوي |

| السبت 22 فبراير 2025 | المصري                                                                 | 0 : 0 | الإسماعيلي                    | ملعب برج العرب |
| 16:02                | عبد الرحيم دغموم 10' · صلاح محسن 55' · أحمد عيد 64' · باهر المحمدي 82' | تقرير | كمال السيد 78' · نادر فرج 90' | الحكم: محمود ناجي الحكام المساعدون: سامي هلهل-ابراهيم السوداني مساعد فار: اسامة محمد حكم فار: محمود الدسوقي الحكم الرابع: محمود رشدي |

| السبت 22 فبراير 2025 | الأهلي                                               | 1 : 1 | الزمالك                                                              | ستاد القاهرة الدولي |
| 19:01                | أشرف داري 47' · نيتس غراديشار 49' · أشرف بن شرقي 72' | تقرير | دونجا 35' · محمود حمدي الونش 60' · محمد شحاتة 74' · محمود بنتايك 84' | الحكم: إيسبين أندرياس إيسكاس الحكام المساعدون: يان إيريك إنغان-يان إيريك إنغان مساعد فار: كلريستوفر هاجينس حكم فار: توم هارالد هاجين الحكم الرابع: عثمان اسلام |

| الأحد 23 فبراير 2025 | زد | 2 : 0 | غزل المحلة | ستاد القاهرة الدولي |
| 16:03                | ماتا ماجاسا 27' · ماتا ماجاسا 32' · أحمد طارق 71' · علي جمال 80' · ديلسون كاموني 88' · أحمد عادل ميسي 90' | تقرير | أحمد فوزي 6' · محمد أشرف 11' · محمد أشرف 51' · أحمد فتحي كاستيلو 67' · محمد علي بن حمودة 70' · يحيي زكريا 84' | الحكم: طارق مجدي الحكام المساعدون: محمود أبو الرجال-شريف عبد الله مساعد فار: أحمد جابر حكم فار: محمد الشناوي الحكم الرابع: هشام اشرف |

| الأحد 23 فبراير 2025 | بيراميدز                                                                         | 2 : 1 | طلائع الجيش                                   | ملعب الدفاع الجوي |
| 18:59                | أحمد سامي 8' · إبراهيم عادل 28' · محمود عبد العاطي دونجا 73' · محمد حمدي شرف 90' | تقرير | خالد سطوحي 65' · أحمد سمير 85' · حميد ماو 90' | الحكم: محمد معروف عيد منصور الحكام المساعدون: احمد حسام طه-خالد السيد مساعد فار: محمد عبد الحافظ حكم فار: أحمد الغندور الحكم الرابع: عمرو الشناوي |

### الأسبوع السادس عشر
| الأربعاء 26 فبراير 2025 | حرس الحدود                                                                                        | 0 : 1 | الأهلي                            | ملعب برج العرب |
| 16:01                   | محمود الزنفلي 38' · محمود ممدوح 53' · محمد الدغيمي 62' · عبد الرحمن جودة 76' · محمود أبو جودة 80' | تقرير | مصطفى العش 90' · أشرف بن شرقي 90' | الحكم: محمود ناجي الحكام المساعدون: يوسف البساطي-احمد رشدي مساعد فار: احمد حسام طه حكم فار: خالد الغندور الحكم الرابع: أحمد حمدي |

| الأربعاء 26 فبراير 2025 | مودرن سبورت                                                                   | 2 : 3 | الجونة                                                                                            | ستاد القاهرة الدولي |
| 16:02                   | أحمد يوسف 26' · معتز زدام 36' · أحمد عاطف 72' (ركلة.)، 83' · محمد الدسوقي 75' | تقرير | محمود رزق 14' (ذاتي.) · تولولوب صموئيل أوجو 23' · فافور اكيم 49' · فافور اكيم 66' · أحمد مجدي 90' | الحكم: محمد التابعي الحكام المساعدون: محمود أبو الرجال-عبد العزيز محسن مساعد فار: عمرو عابدين حكم فار: محمد سلامة الحكم الرابع: جلال أحمد |

| الأربعاء 26 فبراير 2025 | الإسماعيلي        | 0 : 2 | فاركو                                           | استاد الإسماعيلية |
| 19:03                   | حاتم محمد سكر 17' | تقرير | ياسين الملاح 65' · عزمي غومة 68' · خليل حجي 90' | الحكم: محمد معروف عيد منصور الحكام المساعدون: عدي عيد-سيد حسن مساعد فار: محمد عبد الحافظ حكم فار: طارق مجدي الحكم الرابع: أحمد ناصر |

| الخميس 27 فبراير 2025 | سموحة                                    | 0 : 3 | المصري                                                                   | ملعب السويس |
| 16:04                 | عبد الكبير الوادي 43' · صموئيل أمادي 58' | تقرير | صلاح محسن 5'، 45' · أحمد عيد 70' · خالد صبحي 75' · جون أوكويي إيبوكا 90' | الحكم: محمود الدسوقي الحكام المساعدون: رجب محمد-احمد عادل عبد الفتاح مساعد فار: مبروك نبيل حكم فار: مصطفى مدحت الحكم الرابع: احمد ناجي |

| الخميس 27 فبراير 2025 | طلائع الجيش                                                                                      | 2 : 2 | البنك الأهلي                                                                                           | ستاد جهاز الرياضة العسكري                                                                                                |
| 16:01                 | حامد خالد 27' · جودوين شيكا 47' · يسري وحيد 58' · إسلام محارب 68' · عماد فتحي 86' · حميد ماو 90' | تقرير | أسامة فيصل 29' · محمد إبراهيم 45' · أسامة فيصل 84' · أحمد ياسر ريان 90' (ركلة.) · مصطفى عبد الرحيم 90' | الحكم: محمود ناصف الحكام المساعدون: عمر فتحي-محمد جاد مساعد فار: أحمد جمال حكم فار: محمد الشناوي الحكم الرابع: عمرو عايد |

| الخميس 27 فبراير 2025 | الزمالك                                                                    | 1 : 1 | زد | ستاد القاهرة الدولي |
| 18:59                 | ناصر منسي 40' · ناصر منسي 45' · محمد شحاتة 81' 90+5' · أحمد سيد زيزو 90+7' | تقرير | أحمد سيد عبد النبي 2' · مصطفى عبد الرؤوف زيكو 25' · مصطفى عبد الرؤوف زيكو 36' · محمد إسماعيل 58' · شادي حسين 90' | الحكم: محمد الصباحي الحكام المساعدون: محمد عزازي-وائل شعبان مساعد فار: صبحي العمراوي حكم فار: مصطفى الشهدي الحكم الرابع: أسامة اسماعيل |

| الجمعة 28 فبراير 2025 | غزل المحلة                                                            | 3 : 0 | إنبي                                        | ملعب المحلة |
| 16:04                 | محمد علي بن حمودة 22' · موري توري 32' · عبده يحيى 45' · أحمد فوزي 80' | تقرير | أحمد صبيحة 2' · أحمد حواش 90' (ركلة ضائعة.) | الحكم: حسني سلطان الحكام المساعدون: اسامة محمد-وليد عبد اللطيف مساعد فار: ابراهيم محجوب حكم فار: هشام اشرف الحكم الرابع: حسام عزب |

| الجمعة 28 فبراير 2025 | الاتحاد السكندري                        | 1 : 3 | بيراميدز | ستاد الإسكندرية |
| 19:24                 | إيمانويل أبياه 79' · إيمانويل أبياه 79' | تقرير | رمضان صبحي 5' · إبراهيم عادل 45' · محمد حمدي شرف 46' · مصطفى فتحي 56' (ركلة.) · فيستون كالالا مايلي 77' · مهند لاشين 90' | الحكم: محمد الحنفي الحكام المساعدون: احمد توفيق طلاب علي-مصطفى عطية مساعد فار: محمد عبد العزيز حكم فار: عبد العزيز السيد الحكم الرابع: سيد شعبان |

| الجمعة 28 فبراير 2025 | سيراميكا كليوباترا | 4 : 1 | بتروجيت                                                                        | ستاد هيئة قناة السويس |
| 19:00                 | إسلام عيسى 9' · محمود عبد الحفيظ 36' · أحمد قندوسي 40' · أحمد هاني 50' · حسين السيد 56' · أحمد قندوسي 80' · أحمد رمضان بيكهام 82' | تقرير | إسماعيل بامبا ماريكو 11' · هادي رياض 13' · توفيق محمد 45' · محمد علي عكاشة 73' | الحكم: محمود بسيوني الحكام المساعدون: صالح محمد-طارق مصطفى مساعد فار: حمادة القلاوي حكم فار: عمرو الشناوي الحكم الرابع: وليد عبد الرازق |

### الأسبوع السابع عشر
| الاثنين 3 مارس 2025 | المصري                                                                       | 4 : 2 | مودرن سبورت                                       | ملعب السويس |
| 21:02               | صلاح محسن 16'، 66'، 73' · فخر الدين بن يوسف 36' (ركلة.) · اتدجيكو سامادو 63' | تقرير | محمد هلال 10' · حسام حسن 23' · محمد مسعد محمد 83' | الحكم: خالد جمال الحكام المساعدون: مصطفى حسن-أحمد الكيال مساعد فار: حسني سلطان حكم فار: محمد معروف عيد منصور الحكم الرابع: أحمد جمال |

| الاثنين 3 مارس 2025 | البنك الأهلي | 2 : 1 | حرس الحدود                                     | ستاد القاهرة الدولي |
| 21:03               | محمود الجزار 39' · محمد فتحي 45' · ياو أنور 49' · ياو أنور 71' · محمود الجزار 76' · محمد عبد اللطيف غريندو 86' 88' · أحمد صبحي عفيفي 90+6' | تقرير | عبد الرحمن جودة 72' · إبراهيم عبد الحكيم 90+3' | الحكم: حمادة القلاوي الحكام المساعدون: محمد أبو رحاب-عماد فرج مساعد فار: محمد علاء هاشم حكم فار: وائل فرحان الحكم الرابع: جلال أحمد |

| الاثنين 3 مارس 2025 | فاركو                                                 | 0 : 0 | الجونة                                                     | ستاد حرس الحدود |
| 21:02               | ياسين الملاح 41' · عزمي غومة 45' · محمد سعيد شيكا 90' | تقرير | حافظ إبراهيم 22' · نور السيد 24' · تولولوب صموئيل أوجو 24' | الحكم: مصطفى عثمان الحكام المساعدون: أيمن دعبس-هشام عبد الحميد مساعد فار: أحمد حامد فهيم حكم فار: محمد عباس الحكم الرابع: محمد الدسوقي |

| الثلاثاء 4 مارس 2025 | الاتحاد السكندري | 0 : 1 | سموحة                                               | ستاد الإسكندرية |
| 21:02                |                  | تقرير | مصطفى البدري 67' · كوني محمد 81' · مصطفى البدري 90' | الحكم: أحمد حمدي الحكام المساعدون: سمير جمال سعد-كريم السعيد مساعد فار: هشام الدسوقي حكم فار: عمرو الشناوي الحكم الرابع: محمود منصور |

| الثلاثاء 4 مارس 2025 | إنبي                                     | 0 : 3 | الزمالك                                          | ملعب المقاولون العرب |
| 21:02                | مصطفى دويدار 55' · محمد إسماعيل حامد 81' | تقرير | عبد الله السعيد 53' (ركلة.)، 90' · ناصر منسي 66' | الحكم: محمود البنا الحكام المساعدون: نور سعيد-مصطفى حسين مساعد فار: عاطف حسين حكم فار: محمود عاشور الحكم الرابع: هشام القاضي |

| الثلاثاء 4 مارس 2025 | زد                                                                        | 2 : 2 | الإسماعيلي                                                                                                | ستاد القاهرة الدولي |
| 21:02                | علي جمال 11' · مصطفى سعد ميسي 28' · أحمد سيد عبد النبي 45' · علي جمال 76' | تقرير | محمد خطاري 34' · مروان حمدي 39' · عماد حمدي 59' · محمد عبد السميع 74' · حاتم محمد سكر 75' · محمد عمار 90' | الحكم: أحمد الغندور الحكام المساعدون: أحمد نوفل-ماجد المليجي مساعد فار: هيثم الشريف حكم فار: محمد الحنفي الحكم الرابع: محمود الدسوقي |

| الأربعاء 5 مارس 2025 | الأهلي                                     | 2 : 0 | طلائع الجيش                      | ستاد القاهرة الدولي |
| 21:00                | نيتس غراديشار 46' · مروان عطية 90' (ركلة.) | تقرير | علي حمدي 57' · خالد محمد عوض 90' | الحكم: طارق مجدي الحكام المساعدون: أحمد لطفي-شهاب راشد مساعد فار: علاء صبري حكم فار: عبد العزيز السيد الحكم الرابع: محمود رشدي |

| الأربعاء 5 مارس 2025 | بتروجيت                                             | 2 : 1 | غزل المحلة                            | ملعب الكلية الحربية |
| 21:00                | إسماعيل بامبا ماريكو 69' · رشاد المتولي 90' (ركلة.) | تقرير | محمد علي بن حمودة 47' · عامر عامر 90' | الحكم: ابراهيم محمد الحكام المساعدون: عماد العقاد-عمرو جمعة مساعد فار: احمد توفيق طلاب علي حكم فار: صبحي العمراوي الحكم الرابع: عمرو رمضان |

| الأربعاء 5 مارس 2025 | بيراميدز                                 | 2 : 1 | سيراميكا كليوباترا | ملعب الدفاع الجوي |
| 21:00                | مصطفى فتحي 39' (ركلة.) · محمد الشيبي 71' | تقرير | أحمد بلحاج 54'     | الحكم: أمين محمد عمر الحكام المساعدون: محمود أبو الرجال-هاني عبد الفتاح مساعد فار: وليد عبد الرازق حكم فار: محمد الشناوي الحكم الرابع: السيد منير |

## الدور الثاني

### الأسبوع الثامن عشر (الجولة الأولى)
| الثلاثاء 11 مارس 2025 | الزمالك | 3 : 0 اعتبار فوز الزمالك 3 : 0 لعدم حضور الأهلي | الأهلي | ستاد القاهرة الدولي |
| 21:30                 |         | تقرير                                           |        | الحكم: محمود بسيوني الحكام المساعدون: احمد توفيق طلاب علي-سامي هلهل مساعد فار: محمد الشناوي حكم فار: أحمد الغندور الحكم الرابع: حمادة القلاوي |

| الثلاثاء 11 مارس 2025 | حرس الحدود                                                                     | 1 : 2 | بتروجيت                                                                                               | ستاد حرس الحدود |
| 21:33                 | إيميكا ايزي 18' · عبد الرحمن جودة 15' 25' · محمد الدغيمي 65' · محمود ممدوح 70' | تقرير | رشاد المتولي 27' (ركلة.) · خالد أبو زيادة 30' · أدهم حامد 43' · محمود شديد قناوي 52' · توفيق محمد 63' | الحكم: احمد ناجي الحكام المساعدون: حاتم علام-اسلام ابو العطا مساعد فار: علاء صبري حكم فار: محمد سلامة الحكم الرابع: وليد عبد الرازق |

| الثلاثاء 11 مارس 2025 | الجونة                                                              | 2 : 0 | الاتحاد السكندري                                     | ملعب خالد بشارة |
| 21:33                 | أحمد العش 32' · نور السيد 45' · علي محمد الزهدي 67' · محمد عماد 80' | تقرير | مورو ساليفو 31' · كريم الديب 34' · عبد الله بكري 90' | الحكم: محمود وفا الحكام المساعدون: أحمد عبد المنعم شعبان-احمد كمال مساعد فار: هيثم الشريف حكم فار: هشام القاضي الحكم الرابع: عمرو رمضان |

| الثلاثاء 11 مارس 2025 | مودرن سبورت | 2 : 0 | سموحة                              | ستاد السلام |
| 21:31                 | علي فوزي 20' · أرنولد إيبا تشيبينا 61' · محمد مسعد محمد 68' · احمد عاطف 71' · علي الفيل 87' · أحمد أيمن منصور 90' | تقرير | محمد سعيد زيكا 12' · محمد سالم 88' | الحكم: نادر قمر الدولة الحكام المساعدون: محمود عبد السميع-محمد عاطف الزناري مساعد فار: سمير جمال سعد حكم فار: طارق مجدي الحكم الرابع: محمود الدسوقي |

| الأربعاء 12 مارس 2025 | غزل المحلة     | 0 : 3 | زد                                                        | ملعب المحلة |
| 21:31                 | عماد ميهوب 87' | تقرير | شادي حسين 30'، 45'، 74' · ماتا ماجاسا 67' · حمدي علاء 83' | الحكم: محمد عباس الحكام المساعدون: احمد صلاح-أحمد بكر مساعد فار: أحمد جابر حكم فار: حسام عزب الحكم الرابع: صبحي العمراوي |

| الأربعاء 12 مارس 2025 | بيراميدز                                      | 0 : 0 | المصري           | ملعب السويس |
| 21:34                 | أحمد سامي 64' · علي جبر 75' · محمد الشيبي 89' | تقرير | باهر المحمدي 58' | الحكم: محمود ناجي الحكام المساعدون: هاني خيري-محمد محمود لطفي مساعد فار: محمد نهاد حكم فار: محمد الصباحي الحكم الرابع: محمد التابعي |

| الأربعاء 12 مارس 2025 | فاركو                                          | 2 : 1 | البنك الأهلي                                                                 | ستاد حرس الحدود |
| 21:30                 | ياسين مرعي 70' · عمرو ناصر 89' · عمرو ناصر 90' | تقرير | أسامة فيصل 53' (ركلة.) · محمود الجزار 69' · أحمد ربيع 87' · محمد إبراهيم 90' | الحكم: محمد يوسف الحكام المساعدون: احمد رشدي-سيد نافع مساعد فار: محمد عزازي حكم فار: محمود الدسوقي الحكم الرابع: عمرو عايد |

| الخميس 13 مارس 2025 | طلائع الجيش              | 0 : 1 | الإسماعيلي                                         | ملعب السويس |
| 21:31               | محمد فتح الله كماتشو 75' | تقرير | خالد النبريص 85' · خالد النبريص 87' · محمد نصر 90' | الحكم: مصطفى الشهدي الحكام المساعدون: محمد فاروق محمود-خالد حسام مساعد فار: عمر فتحي حكم فار: خالد الغندور الحكم الرابع: أحمد جمال |

### الأسبوع التاسع عشر(الجولة الثانية)
| الخميس 10 أبريل 2025 | إنبي                                               | 2 : 1    | مودرن سبورت                                                        | ملعب بتروسبورت |
| 16:06                | أحمد أمين أوفة 69' (ركلة.) · محمد إسماعيل حامد 90' | [ تقرير] | محمد مسعد محمد 45' · معتز زدام 61' · محمد هلال 73' · محمد صبري 90' | الحكم: محمود ناجي الحكام المساعدون: ماجد المليجي-طارق مصطفى مساعد فار: اسامة السيد حكم فار: عمرو الشناوي الحكم الرابع: أحمد ناصر |

| الخميس 10 أبريل 2025 | الإسماعيلي    | 0 : 0    | الاتحاد السكندري | ستاد هيئة قناة السويس |
| 19:02                | عماد حمدي 70' | [ تقرير] | محمود شبانة 63'  | الحكم: محمد عادل الحكام المساعدون: شريف عبد الله-اسلام ابو العطا مساعد فار: يوسف البساطي حكم فار: محمود الدسوقي الحكم الرابع: محمود منصور |

| الجمعة 11 أبريل 2025 | زد                                                                                         | 1 : 2    | الجونة                                                                     | ستاد القاهرة الدولي |
| 16:01                | محمد إسماعيل 9' · أحمد سيد عبد النبي 33' · حمدي علاء 52' · شادي حسين 54' · ماتا ماجاسا 81' | [ تقرير] | محمود حسونة 25' · فافور اكيم 28' · تولولوب صموئيل أوجو 57' · محمد علاء 90' | الحكم: وليد عبد الرازق الحكام المساعدون: عمر فتحي-عدي عيد مساعد فار: محمود عبد السميع حكم فار: طارق مجدي الحكم الرابع: عمرو عايد |

| الجمعة 11 أبريل 2025 | غزل المحلة                                            | 1 : 0    | سموحة         | ملعب المحلة |
| 19:03                | أحمد فوزي 16' · محمد علي بن حمودة 36' · موري توري 90' | [ تقرير] | دوكو دودو 77' | الحكم: أحمد الغندور الحكام المساعدون: هاني خيري-احمد زيدان مساعد فار: محمد عبد الحافظ حكم فار: محمد الشناوي الحكم الرابع: عمرو رمضان |

| السبت 12 أبريل 2025 | فاركو                                                                     | 0 : 2    | سيراميكا كليوباترا | ستاد حرس الحدود |
| 16:02               | باباكار نداي 59' · عزمي غومة 67' · ياسين الملاح 87' · جيفرسون إينكادا 90' | [ تقرير] | إبراهيم علي محمد 33' · محمد بسام 69' · أحمد رمضان بيكهام 70' · أحمد رمضان بيكهام 73' · أحمد هاني 77' · رجب نبيل 88' · سعد سمير 90' · [[محمد رضا\|محمد رضا]] 90' | الحكم: محمود وفا الحكام المساعدون: هاني عبد الفتاح-محمد عاطف متولي مساعد فار: رجب محمد حكم فار: محمد الحنفي الحكم الرابع: محمد الدسوقي |

| السبت 12 أبريل 2025 | بيراميدز                                                                                                   | 1 : 1    | الأهلي                                        | ملعب الدفاع الجوي |
| 19:07               | محمود مرعي عبد الفضيل 55' · مهند مصطفى لاشين 44' 57' · وليد الكرتي 62' · محمد الشيبي 85' · محمد الشيبي 87' | [ تقرير] | أشرف داري 14' · رامي ربيعة 34' · أحمد رضا 90' | الحكم: داني ماكيلي الحكام المساعدون: هيسيل ستيجسترا-إيلا دي فريز مساعد فار: كلاي روبيرتي حكم فار: روب ديبرينك الحكم الرابع: مارتن فوس |

| الأحد 13 أبريل 2025 | المصري                                                                                                   | 4 : 0    | بتروجيت                                   | ملعب السويس |
| 16:01               | بابي بادجي 26' · بابي بادجي 45'، 68'، 82' · حسن علي 60' · حسين فيصل 63' · ميدو جابر 66' · محمد مخلوف 84' | [ تقرير] | إسلام عبد الله 52' · أحمد عبد الموجود 84' | الحكم: محمد الغازي الحكام المساعدون: خالد حسين-محمد محمود لطفي مساعد فار: محمود أبو الرجال حكم فار: علاء صبري الحكم الرابع: أحمد حمدي |

| الأحد 13 أبريل 2025 | حرس الحدود                                         | 0 : 2    | الزمالك                                                                               | ملعب برج العرب |
| 19:00               | محمد سامي 13' · محمد فاروق 24' · محمود الزنفلي 90' | [ تقرير] | عبد الله السعيد 45' (ركلة.) · محمود حمدي الونش 55' · محمود بنتايك 90' · ناصر منسي 90' | الحكم: محمد معروف عيد منصور الحكام المساعدون: سمير جمال سعد-عماد العقاد مساعد فار: احمد صلاح حكم فار: وائل فرحان الحكم الرابع: جلال أحمد |

### الأسبوع العشرون (الجولة الثالثة)
| الاثنين 28 أبريل 2025 | الجونة                                 | 1 : 1 | سموحة                                                            | ملعب خالد بشارة |
| 17:03                 | أحمد شوشة 45' (ركلة.) · مروان محسن 70' | تقرير | دوكو دودو 14' · محمد مصطفى 45' · عمرو السيسي 60' · اشرف مجدي 72' | الحكم: ابراهيم محمد الحكام المساعدون: مصطفى عطية-أحمد بكر مساعد فار: خالد حسين حكم فار: خالد الغندور الحكم الرابع: محمود رشدي |

| الاثنين 28 أبريل 2025 | الإسماعيلي          | 0 : 2 | زد                                                                            | استاد الإسماعيلية |
| 20:02                 | محمد بيومي محمد 55' | تقرير | مصطفى سعد ميسي 58' · شادي حسين 61' · مصطفى عبد الرؤوف زيكو 74' · علي لطفي 90' | الحكم: محمد عباس الحكام المساعدون: محمد محمود لطفي-ابراهيم السوداني مساعد فار: هشام الدسوقي حكم فار: محمود بسيوني الحكم الرابع: مبروك نبيل |

| الاثنين 28 أبريل 2025 | طلائع الجيش                                    | 1 : 2 | الاتحاد السكندري                                                                             | ستاد جهاز الرياضة العسكري |
| 20:01                 | خالد محمد عوض 74' · غودوين أوكوارا 85' (ركلة.) | تقرير | محمود علاء 15' · إسلام سمير 45' · محمود علاء 70' (ركلة.) · مورو ساليفو 81' · مهدي سليمان 90' | الحكم: نادر قمر الدولة الحكام المساعدون: أحمد عبد الغني-احمد رشدي مساعد فار: احمد توفيق طلاب علي حكم فار: محمد سلامة الحكم الرابع: محمد الدسوقي |

| الثلاثاء 29 أبريل 2025 | إنبي                               | 1 : 0 | غزل المحلة            | ملعب بتروسبورت |
| 20:01                  | أحمد أمين أوفة 55' · زياد كمال 90' | تقرير | محمد علي بن حمودة 90' | الحكم: محمد عادل الحكام المساعدون: خالد السيد-وائل شعبان مساعد فار: رجب محمد حكم فار: مصطفى مدحت الحكم الرابع: عمرو عايد |

| الأربعاء 30 أبريل 2025 | حرس الحدود                                                    | 1 : 2 | بيراميدز                                                                                  | ستاد حرس الحدود |
| 17:01                  | إيميكا ايزي 44' · عبد الرحمن جودة 76' · محمود العربي اوكا 87' | تقرير | يوسف أوباما 10' · بلاتي توريه 26' · علي جبر 43' · احمد سامي 52' · فيستون كالالا مايلي 87' | الحكم: محمود البنا الحكام المساعدون: أحمد حسام طه-هاني عبد الفتاح مساعد فار: هاني خيري حكم فار: أحمد الغندور الحكم الرابع: سيد شعبان |

| الأربعاء 30 أبريل 2025 | بتروجيت                                                                              | 2 : 3 | الأهلي                                                                      | ملعب الكلية الحربية |
| 20:00                  | رشاد المتولي 44' (ركلة.) · لاكي ايمانويل 45' · حامد حمدان 51' · أحمد عبد الموجود 87' | تقرير | وسام ابو علي 10' · عمرو السولية 15' · نيتس غراديشار 63' · نيتس غراديشار 74' | الحكم: محمد معروف عيد منصور الحكام المساعدون: محمد مجدي-عمر فتحي مساعد فار: شهاب راشد حكم فار: محمد الشناوي الحكم الرابع: حسني سلطان |

| الخميس 1 مايو 2025 | سيراميكا كليوباترا                            | 2 : 4 | البنك الأهلي | ملعب المقاولون العرب |
| 17:03              | محمد رضا 17' · رجب نبيل 82' · فاجري لاكاي 83' | تقرير | سعيدو سيمبوري 45' · أحمد ياسر ريان 45' · سعيدو سيمبوري 69' · ياو أنور 73' · أحمد ياسر ريان 79' · هشام صلاح 89' · أحمد مدبولي 90' | الحكم: محمد الغازي الحكام المساعدون: احمد عادل عبد الفتاح-علي طلبة مساعد فار: أحمد جابر حكم فار: علاء صبري الحكم الرابع: وليد عبد الرازق |

| الخميس 1 مايو 2025 | المصري               | 0 : 0 | الزمالك       | ملعب برج العرب |
| 20:02              | عبد الرحيم دغموم 20' | تقرير | صلاح مصدق 56' | الحكم: أمين محمد عمر الحكام المساعدون: محمود أبو الرجال-يوسف البساطي مساعد فار: محمود عبد السميع حكم فار: محمد الصباحي الحكم الرابع: هشام القاضي |

### الأسبوع الحادي والعشرون (الجولة الرابعة)
| الجمعة 2 مايو 2025 | سموحة                                                | 1 : 1 | الإسماعيلي | ملعب برج العرب |
| 17:03              | صموئيل أمادي 27' · محمد سعيد زيكا 51' · شريف رضا 90' | تقرير | محمد عمار 9' · عبدالكريم مصطفى شحاتة 25' · حاتم محمد سكر 58' · نادر فرج 64' · نادر فرج 66' · عبد الرحمن الدح 17' 82' · محمد وجدي 90' | الحكم: أحمد الغندور الحكام المساعدون: أحمد لطفي-خالد حسام مساعد فار: مصطفى عطية حكم فار: عبد العزيز السيد الحكم الرابع: عاطف حسين |

| الجمعة 2 مايو 2025 | زد                                     | 0 : 0 | طلائع الجيش     | ستاد القاهرة الدولي |
| 20:02              | عمار حمدي 55' · بيتر زيلو موتوموسي 72' | تقرير | اسلام محارب 90' | الحكم: السيد منير الحكام المساعدون: محمد سعيد-محمد خالد مساعد فار: اسامة السيد حكم فار: محمد الحنفي الحكم الرابع: صبحي العمراوي |

| السبت 3 مايو 2025 | إنبي                                 | 0 : 1 | الجونة                                                                 | ملعب بتروسبورت |
| 17:03             | أحمد امين اوفة 39' · أحمد العجوز 45' | تقرير | بلال السيد 12' · أليو جاتا 39' · أحمد شوشة 45' (ركلة.) · محمد علاء 83' | الحكم: محمود الدسوقي الحكام المساعدون: شهاب راشد-أسامة عبد اللطيف مساعد فار: محمد عبد الحافظ حكم فار: محمد سلامة الحكم الرابع: محمد العتباني |

| السبت 3 مايو 2025 | مودرن سبورت                                                   | 2 : 1 | غزل المحلة                                                                    | ستاد القاهرة الدولي |
| 20:01             | محمود رزق 16' · محمد صبري 31' · محمد صبري 81' · كريم عماد 90' | تقرير | محمد علي بن حمودة 21' · أحمد فوزي 43' · موري توري 56' · محمد علي بن حمودة 79' | الحكم: محمد معروف عيد منصور الحكام المساعدون: سمير جمال سعد-طارق مصطفى مساعد فار: محمد عبد العزيز حكم فار: محمد عباس الحكم الرابع: أحمد ناصر |

| الأحد 4 مايو 2025 | فاركو                                                                                                  | 3 : 2 | بيراميدز                                                                             | ستاد حرس الحدود |
| 17:03             | عمرو ناصر 37' · محمد فخري 40' · أحمد شريف 55' · محمود عماد 66' · عمرو ناصر 84' (ركلة.) · جابر كامل 90' | تقرير | كريم حافظ 8' · وليد الكرتي 28' · ابراهيم عادل 75' · مروان حمدي 90' · محمد الشيبي 90' | الحكم: مصطفى الشهدي الحكام المساعدون: هاني خيري-عماد العقاد مساعد فار: محمد محمود لطفي حكم فار: وائل فرحان الحكم الرابع: محمود منصور |

| الأحد 4 مايو 2025 | الأهلي | 5 : 0 | حرس الحدود    | ستاد القاهرة الدولي |
| 20:01             | طاهر محمد طاهر 9' · أحمد نبيل كوكا 28' · وسام أبو علي 55' · أحمد نبيل كوكا 64' · حسين الشحات 73' · محمد هاني 90' | تقرير | رأفت خليل 49' | الحكم: أمين محمد عمر الحكام المساعدون: سامي هلهل-احمد صلاح مساعد فار: يوسف البساطي حكم فار: طارق مجدي الحكم الرابع: عمرو رمضان |

| الاثنين 5 مايو 2025 | بتروجيت        | 0 : 2 | سيراميكا كليوباترا                  | ملعب بتروسبورت |
| 17:00               | توفيق محمد 45' | تقرير | محمد رضا 73' · محمود عبد الحفيظ 83' | الحكم: حمادة القلاوي الحكام المساعدون: رجب محمد -سيد نافع مساعد فار: هاني العراقي حكم فار: علاء صبري الحكم الرابع: أحمد جمال |

| الاثنين 5 مايو 2025 | البنك الأهلي                          | 2 : 2 | الزمالك                              | ستاد القاهرة الدولي |
| 20:04               | أسامة فيصل 71' (ركلة.) · ياو أنور 90' | تقرير | ناصر منسي 1' · سيف الدين الجزيري 90' | الحكم: محمود ناجي الحكام المساعدون: شريف عبد الله- إسلام أبو العطا مساعد فار: عمر فتحي حكم فار: محمد الشناوي الحكم الرابع: سيد شعبان |

### الأسبوع الثاني والعشرون (الجولة الخامسة)
| الثلاثاء 6 مايو 2025 | سموحة                                     | 0 : 0 | طلائع الجيش                                                             | ملعب برج العرب |
| 17:01                | دوكو دودو 26' · محمود صابر عبد المحسن 45' | تقرير | أحمد عبد الرحمن زولا 45' · مصطفى الخواجة 84' · محمد فتح الله كماتشو 90' | الحكم: محمد عباس الحكام المساعدون: محمود حسين-احمد زيدان مساعد فار: أحمد لطفي حكم فار: محمد معروف عيد منصور الحكم الرابع: عمرو عايد |

| الثلاثاء 6 مايو 2025 | زد | 0 : 0 | الاتحاد السكندري | ستاد القاهرة الدولي |
| 20:03                |    | تقرير |                  | الحكم: مصطفى عثمان الحكام المساعدون: نور سعيد-محمد أبو رحاب مساعد فار: محمد عبد العزيز حكم فار: مصطفى مدحت الحكم الرابع: احمد ناجي |

| الأربعاء 7 مايو 2025 | الجونة | 0 : 1 | مودرن سبورت                                         | ملعب خالد بشارة |
| 17:03                |        | تقرير | أحمد أيمن منصور 38' · محمد هلال 62' · كريم عماد 90' | الحكم: محمود البنا الحكام المساعدون: عمر فتحي-محمد سعيد مساعد فار: سمير جمال سعد حكم فار: أمين محمد عمر الحكم الرابع: جلال أحمد |

| الأربعاء 7 مايو 2025 | الإسماعيلي                              | 0 : 1 | إنبي                                                      | استاد الإسماعيلية |
| 20:01                | محمد بيومي محمد 77' · حاتم محمد سكر 90' | تقرير | أحمد خليل كالوشا 75' · أحمد أمين أوفة 77' · مودي ناصر 87' | الحكم: محمود بسيوني الحكام المساعدون: يوسف البساطي-احمد توفيق طلاب علي مساعد فار: شهاب راشد حكم فار: محمد الصباحي الحكم الرابع: أحمد حمدي |

| الخميس 8 مايو 2025 | الأهلي                                                                               | 4 : 2 | المصري                                                                       | ملعب برج العرب |
| 20:04              | إمام عاشور 35'، 79' (ركلة.) · طاهر محمد طاهر 45' · وسام ابو علي 58' · إمام عاشور 90' | تقرير | صلاح محسن 6' · حسين فيصل 31' · جون أوكويي إيبوكا 38' · فخر الدين بن يوسف 81' | الحكم: أحمد الغندور الحكام المساعدون: احمد حسام طه-هاني خيري مساعد فار: محمود أبو الرجال حكم فار: مصطفى الشهدي الحكم الرابع: محمود ناصف |

| الجمعة 9 مايو 2025 | سيراميكا كليوباترا                                             | 2 : 2 | الزمالك                                                                  | ملعب المقاولون العرب |
| 17:00              | محمد عادل 36' · محمد رضا 53' · إسلام عيسى 64' · أحمد بلحاج 90' | تقرير | ناصر منسي 14' · محمود بنتايك 44' · محمد صبحي 61' · سيف الدين الجزيري 70' | الحكم: محمد الحنفي الحكام المساعدون: وائل شعبان-عدي عيد مساعد فار: أسامة عبد اللطيف حكم فار: محمود الدسوقي الحكم الرابع: السيد منير |

| الجمعة 9 مايو 2025 | البنك الأهلي                                                                     | 4 : 2 | بيراميدز                                                                                         | ستاد القاهرة الدولي |
| 20:03              | محمد إبراهيم 4' · أسامة فيصل 21' · ياو أنور 45' · أحمد مدبولي 82' · ياو أنور 86' | تقرير | فيستون كالالا مايلي 13' · صديق أويجولا 24' · محمد الشيبي 25' · إبراهيم عادل 48' · مروان حمدي 74' | الحكم: طارق مجدي الحكام المساعدون: خالد حسين-محمود رشدي مساعد فار: رجب محمد حكم فار: عبد العزيز السيد الحكم الرابع: محمد عزازي |

| الجمعة 9 مايو 2025 | فاركو                                                                             | 2 : 2 | بتروجيت                                                           | ستاد حرس الحدود |
| 20:03              | جابر كامل 11' · أحمد عوض 26' · أحمد البحراوي 40' · أحمد شريف 49' · ياسين مرعي 90' | تقرير | إسماعيل بامبا ماريكو 25' · هادي رياض 65' · حامد حمدان 90' (ركلة.) | الحكم: وليد عبد الرازق الحكام المساعدون: إيهاب فخري-عماد فرج مساعد فار: عمرو رمضان حكم فار: عمرو الشناوي الحكم الرابع: ابراهيم محمد |

### الأسبوع الثالث والعشرون (الجولة السادسة)
| 10 مايو 2025 | الاتحاد السكندري   | 0-0      | غزل المحلة      | ستاد الإسكندرية |
| 20:00        | عبد الغني محمد 73' | [ تقرير] | محمد جابر 90+3' | الحكم: محمود وفا الحكام المساعدون: شريف عبد الله - أحمد صلاح مساعد فار: هاني عبد الفتاح حكم فار: محمد سلامة الحكم الرابع: أسامة إسماعيل |

| 11 مايو 2025 | سموحة                                                             | 1-0      | إنبي                                                                            | ملعب برج العرب |
| 17:00        | دوكو دودو 19' · صموئيل أمادي 48' · بركات حجاج 82' · محمد سالم 88' | [ تقرير] | محمد إسماعيل حامد 10' · محمد شريف حتحوت 16' · زياد كمال 37' · خالد أحمد حسن 66' | الحكم: أمين عمر الحكام المساعدون: محمود محمود لطفي - إبراهيم السوداني مساعد فار: أسامة السيد حكم فار: مصطفى مدحت الحكم الرابع: مبروك نبيل |

| 11 مايو 2025 | الجونة                        | 0-1      | طلائع الجيش                                           | ملعب خالد بشارة |
| 20:00        | أحمد العش 73' · أحمد شوشة 86' | [ تقرير] | مصطفى الخواجة 45+3' · يسري وحيد 47' · جودوين شيكا 87' | الحكم: مصطفى الشهدي الحكام المساعدون: مصطفى عطية -ماجد المليجي مساعد فار: يوسف البساطي حكم فار: عبد العزيز السيد الحكم الرابع: محمد إبراهيم الدسوقي |

| 11 مايو 2025 | زد                                                                                                   | 2-2      | مودرن سبورت                                                                                        | ستاد القاهرة الدولي |
| 20:00        | مصطفى سعد ميسي 14' · محمد أشرف بكري 29' · مصطفى عبد الرؤوف زيكو 41' · علي لطفي 87' · شادي حسين 90+9' | [ تقرير] | محمود رزق 37' · علي فوزي 51' · محمد مسعد محمد 55' · أرنولد إيبا تشيبينا 90+2' · وليد علي فرج 90+7' | الحكم: نادر قمر الدولة الحكام المساعدون: أحمد توفيق طلب - أحمد عبد العزيز مساعد فار: عمر فتحي حكم فار: محمد الصباحي الحكم الرابع: حسني سلطان |

| 13 مايو 2025 | سيراميكا كليوباترا | 1-0      | الأهلي           | ملعب المقاولون العرب |
| 17:00        |                    | [ تقرير] | أشرف بن شرقي 20' | الحكم: محمود بسيوني الحكام المساعدون: سمير جمال-محمد مجدي سليمان مساعد فار: أحمد جابر حكم فار: عبدالعزيز السيد الحكم الرابع: صبحي العمراوي |

| 13 مايو 2025 | فاركو                         | 1-1      | المصري                                             | ملعب السويس |
| 17:00        | باباكار نداي 14'أحمد شريف 51' | [ تقرير] | محمد هاشم 85' · أحمد عوض 90+1' · محمود فرحات 90+3' | الحكم: حمادة القلاوي الحكام المساعدون: هشام الدسوقي-كريم السعيد مساعد فار: سامي هلهل حكم فار: طارق مجدي الحكم الرابع: أحمد ناصر |

| 13 مايو 2025 | حرس الحدود | 1-1      | البنك الأهلي                                                                                                  | ستاد حرس الحدود |
| 20:00        | كريم يحيى 8' · إبراهيم عبد الحكيم 13' · عمرو جمال 26' · إيميكا ايزي 45+3' · فرانك إيتوجا 45+5' · محمود الزنفلي 89' | [ تقرير] | محمود الجزار 14' · أسامة فيصل 45+10' (ركلة.) · اريك سيرج 56' · أحمد مدبولي 59' · محمد عبد اللطيف غريندو 90+3' | الحكم: محمود البنا الحكام المساعدون: صالح محمد عفيفي - عمرو جمعة مساعد فار: محمود عبد السميع حكم فار: وائل فرحان الحكم الرابع: محمود منصور |

| 13 مايو 2025 | الزمالك                                           | 1-0      | بيراميدز                         | ستاد القاهرة الدولي |
| 20:00        | محمد عواد 41' · دونجا 64' · سيف الدين الجزيري 67' | [ تقرير] | إبراهيم عادل 21' · أحمد سامي 70' | الحكم: أحمد الغندور الحكام المساعدون: محمود أبوالرجال-أحمد حسام طه مساعد فار: خالد حسين حكم فار: هشام القاضي الحكم الرابع: محمد يوسف |

### الأسبوع الرابع والعشرون (الجولة السابعة)
| 16 مايو 2025 | طلائع الجيش                     | 1-1   | إنبي                                                            | ستاد جهاز الرياضة العسكري |
| 20:00        | جودوين شيكا أوكوارا 55' (ركلة.) | تقرير | محمد سمير 23' · صلاح زايد 45+4' · علي محمود 67' · رضا السيد 86' | الحكم: محمد وفا الحكام المساعدون: أسامة عبد اللطيف - طارق مصطفى مساعد فار: أحمد صلاح حكم فار: خالد الغندور الحكم الرابع: جلال أحمد حكم رابع |

| 16 مايو 2025 | الإسماعيلي                                                                                               | 2-1   | مودرن سبورت | استاد الإسماعيلية |
| 20:00        | مروان حمدي 29' · نادر فرج 39' · محمد نصر 42' · محمد عمار 49' · عبد الرحمن الدح 68' · محمد بيومي محمد 88' | تقرير | حسام حسن عبد البديع 33' · أحمد مصطفى 45+6' · محمد هلال 51' (ركلة.)، 76' · فيجيري أكينابيري 58' · محمود رزق 63' | الحكم: أمين عمر الحكام المساعدون: سمير جمال - هاني عبد الفتاح مساعد فار: محمد محمود لطفي حكم فار: طارق مجدي الحكم الرابع: أحمد جمال |

| 16 مايو 2025 | سموحة                             | 0-0   | الاتحاد السكندري                | ملعب برج العرب |
| 20:00        | محمد سعيد زيكا 3' · محمد سالم 42' | تقرير | محمود علاء 34' · كريم الديب 87' | الحكم: محمد معروف الحكام المساعدون: سامي هلهل - إسلام أبو العطا مساعد فار: محمد عزازي حكم فار: عبد العزيز السيد الحكم الرابع: محمد إبراهيم الدسوقي |

| 16 مايو 2025 | غزل المحلة                                        | 4-0   | الجونة                                                                                              | ملعب المحلة |
| 20:00        | أحمد فوزي 24' · موري توريه 6' 41' · محمد أشرف 78' | تقرير | مروان محسن 10' (ركلة.) · محمد عماد عبد القادر 45+9' · علي محمد الزهدي 58' · تولولوب صموئيل أوجو 72' | الحكم: محمد الحنفي الحكام المساعدون: شهاب راشد - رجب محمد مساعد فار: أحمد توفيق حكم فار: أحمد الغندور الحكم الرابع: عمرو رمضان |

| 17 مايو 2025 | بتروجيت          | 2-0   | بيراميدز            | ملعب بتروسبورت |
| 20:00        | جبريل شيكودي 62' | تقرير | مروان حمدي 55'، 63' | الحكم: محمود بسيوني الحكام المساعدون: يوسف البساطي - محمد مجدي سليمان مساعد فار: شريف عبد الله حكم فار: محمود الدسوقي الحكم الرابع: أحمد حمدي |

| 17 مايو 2025 | الأهلي                              | 1-2   | البنك الأهلي                                       | ستاد القاهرة الدولي |
| 20:00        | إمام عاشور 21' · وسام أبو علي 90+6' | تقرير | أسامة فيصل 13' · ياو أنور 45+1' · محمود الجزار 52' | الحكم: محمود ناجي الحكام المساعدون: خالد السيد - عمر فتحي مساعد فار: هاني خيري حكم فار: محمد الصباحي الحكم الرابع: عمرو الشناوي |

| 17 مايو 2025 | المصري                                     | 4-0   | سيراميكا كليوباترا                                                      | ملعب السويس |
| 20:00        | عمرو السعداوي 25' · أتدجيكو سامادو 51' 62' | تقرير | إسلام عيسى 8'، 40' · فاجري لاكاي 68' · محمد رضا 76' · أيمن سعد موكا 83' | الحكم: صبحي العمراوي الحكام المساعدون: أسامة السيد - محمد فاروق مساعد فار: محمود أبو الرجال. حكم فار: محمود ناصف الحكم الرابع: محمود منصور |

| 18 مايو 2025 | فاركو          | 0-0   | حرس الحدود                        | ستاد حرس الحدود |
| 20:00        | محمود عماد 82' | تقرير | إسلام أبو سليمة 5' · عمر فتحي 83' | الحكم: إبراهيم محمد الحكام المساعدون: نور سعيد -حسن رمضان مساعد فار: عمرو عابدين حكم فار: محمد عبد العزيز الحكم الرابع: عمرو عايد |

### الأسبوع الخامس والعشرون (الجولة الثامنة)
| 24 مايو 2025 | سيراميكا كليوباترا                                            | 0-2   | حرس الحدود | هيئة قناة السويس |
| 20:00        | رجب نبيل 45+4' · أحمد رمضان بيكهام 57' · محمود عبد الحفيظ 59' | تقرير |            | الحكم: محمود وفا الحكام المساعدون: محمد سعيد عبد العظيم - هاشم عبد المريد مساعد فار: أسامة عبد اللطيف حكم فار: مصطفى مدحت الحكم الرابع: وليد عبد الرزاق |

| 24 مايو 2025 | البنك الأهلي                                              | 1-0   | المصري                                                     | ملعب السويس |
| 20:00        | هشام صلاح 79' · اريك سيرج 90+1' (ذاتي.) · سيرجي أكا 90+4' | تقرير | عبد الرحيم دغموم 8' · أحمد علي عامر 76' · باهر المحمدي 76' | الحكم: محمود بسيوني الحكام المساعدون: أحمد لطفي - أحمد زيدان مساعد فار: سمير جمال حكم فار: طارق مجدي الحكم الرابع: مبروك نبيل |

| 24 مايو 2025 | بتروجيت                                     | 3-1   | الزمالك | ملعب الكلية الحربية |
| 20:00        | رشاد المتولي 24' · إسماعيل بامبا ماريكو 35' | تقرير | حسام عبد المجيد 30' (ركلة.) · محمود حمدي الونش 45+7' · أحمد عبد الرحيم 50' · أيمن أمير عبد العزيز 62' · شيكابالا 90' · مصطفى شلبي 90+3' 90+4' | الحكم: مصطفى الشهدى الحكام المساعدون: أحمد صلاح - عماد العقاد مساعد فار: عمرو عابدين حكم فار: وائل فرحان الحكم الرابع: أحمد ناجي |

| 25 مايو 2025 | الإسماعيلي | 0-3   | الجونة                                                    | استاد الإسماعيلية |
| 20:00        | محمد نصر 37' · عبد الرحمن الدح 45+1'، 47' · [[[محمد عمار (لاعب كرة قدم مواليد 1999)\|محمد عمار]] 67' · محمد خطاري 88' | تقرير | محمد عماد عبد القادر 42' · أحمد شوشة 72' · فافور اكيم 74' | الحكم: محمد الغازي الحكام المساعدون: مصطفى عطية - عدي عيد مساعد فار: رجب محمد حكم فار: محمد سلامة الحكم الرابع: عمرو رمضان |

| 25 مايو 2025 | مودرن سبورت                                         | 0-1   | الاتحاد السكندري                     | ستاد القاهرة الدولي |
| 20:00        | أحمد يوسف 5' · علي الفيل 58' · فيجيري أكينابيري 71' | تقرير | كرامو كوامي 12' · محمد مغربي 33' 59' | الحكم: محمد الصباحي الحكام المساعدون: أحمد رشدي - إسلام أبو العطا مساعد فار: شهاب راشد حكم فار: محمد الشناوي الحكم الرابع: سيد شعبان |

| 25 مايو 2025 | طلائع الجيش                 | 1-1   | غزل المحلة                                        | ستاد جهاز الرياضة العسكري |
| 20:00        | علي حمدي 8' · أحمد متعب 12' | تقرير | محمد جابر 42' · محمد حمدي زكي 69' · أحمد فوزي 90' | الحكم: محمود البنا الحكام المساعدون: وائل شعبان - أحمد بكر مساعد فار: محمد عزازى حكم فار: عمر الشناوى الحكم الرابع: صبحى العمراوى |

| 25 مايو 2025 | إنبي                                                      | 1-1   | زد                                                               | ملعب بتروسبورت |
| 20:00        | محمد عماد 35' · هشام عادل 83' (ركلة.) · خالد أحمد حسن 87' | تقرير | مصطفى عبد الرؤوف زيكو 42' · مصطفى سعد ميسي 61' · حمدي علاء 90+3' | الحكم: محمد عباس قابيل الحكام المساعدون: خالد طه - محمد الزناري مساعد فار: هشام الدسوقي حكم فار: علاء صبري الحكم الرابع: مصطفى عثمان |

| 28 مايو 2025 | الأهلي                                                               | 0-6   | فاركو              | ستاد القاهرة الدولي |
| 20:00        | وسام أبو علي 10'، 33'، 61'، 66' · حسين الشحات 75' · إمام عاشور 3+90' | تقرير | محمد سعيد شيكا 55' | الحكم: أمين عمر الحكام المساعدون: محمود أبو الرجال - سمير جمال مساعد فار: خالد حسين حكم فار: عبد العزيز السيد الحكم الرابع: حمادة القلاوي |

### الأسبوع السادس والعشرون (الجولة التاسعة)
| 28 مايو 2025 | بتروجيت | 0-0   | البنك الأهلي      | ملعب بتروسبورت |
| 20:00        |         | تقرير | سعيدو سيمبوري 82' | الحكم: أحمد حمدي الحكام المساعدون: أسامة السيد - علاء عبد الباسط مساعد فار: عمر فتحي حكم فار: محمود البنا الحكم الرابع: مصطفى عثمان |

| 28 مايو 2025 | المصري                         | 0-2   | حرس الحدود                                                          | ملعب السويس |
| 20:00        | كريم بامبو 14' · ميدو جابر 59' | تقرير | محمد القط 22' · محمود أبو جودة 23' · فوزي الحناوي 39' (ركلة ضائعة.) | الحكم: محمود ناجي الحكام المساعدون: أحمد عادل عبد الفتاح - وائل عاطف مساعد فار: محمد عزازي حكم فار: محمود دسوقي الحكم الرابع: أحمد ناصر |

| 28 مايو 2025 | سيراميكا كليوباترا                                                                              | 5-1   | بيراميدز | هيئة قناة السويس |
| 20:00        | أحمد هاني 15' · أحمد بلحاج 22' (ركلة.) · محمد التوني 23' · إسلام عيسى 76' · أيمن سعد موكا 90+1' | تقرير | عبد الرحمن مجدي 15' (ركلة.)، 61' · مروان حمدي 24' · كريم حافظ 31' · عبد الرحمن مجدي 45' · أحمد سامي 45+4' · محمد حمدي شرف 45+7' · يوسف أوباما 83' · فيستون كالالا مايلي 85' · محمد الشيبي 90+1' | الحكم: محمد معروف الحكام المساعدون: أحمد حسام طه - عدي عيد مساعد فار: هاني خيري حكم فار: طارق مجدي الحكم الرابع: إبراهيم محمد |

| 29 مايو 2025 | الاتحاد السكندري                                              | 1-1   | إنبي                                                      | ستاد الإسكندرية |
| 20:00        | فان ديريك بيكالي أوبامي 33' · سمير فكري 42' · إسلام مرزوق 71' | تقرير | أحمد العجوز 38' · أحمد العجوز 45' (ركلة.) · علي محمود 78' | الحكم: وائل فرحان الحكام المساعدون: سيد حسن - مصطفى حسن مساعد فار: وليد عبد الرازق حكم فار: سيد شعبان الحكم الرابع: محمد ابراهيم الدسوقى |

| 29 مايو 2025 | طلائع الجيش                                                                       | 1-1   | مودرن سبورت                           | ستاد جهاز الرياضة العسكري |
| 20:00        | كريم طارق 9' · علي حمدي 36' · يسري وحيد 43' · غودوين أوكوارا 46' · عماد السيد 70' | تقرير | عبد الرحمن رشدان 74' · أحمد مصطفى 88' | الحكم: أحمد جمال الحكام المساعدون: أحمد الفار - وليد عبد اللطيف مساعد فار: هيثم الشريف حكم فار: مصطفى مدحت الحكم الرابع: جلال أحمد |

| 29 مايو 2025 | غزل المحلة      | 1-1   | الإسماعيلي                                                      | ملعب المحلة |
| 20:00        | عمرو الجزار 76' | تقرير | نادر فرج 28' · محمد إيهاب 34' · مروان حمدي 73' · محمد نصر 90+3' | الحكم: محمد العتباني الحكام المساعدون: ماجد المليجي - طارق مصطفى مساعد فار: حسني سلطان حكم فار: صبحي العمراوي الحكم الرابع: مبروك نبيل |

| 29 مايو 2025 | زد            | 0-0   | سموحة | ستاد القاهرة الدولي |
| 20:00        | رشيد أحمد 59' | تقرير |       | الحكم: هشام القاضي الحكام المساعدون: أحمد عبد الغني - سيد نافع مساعد فار: عمرو رمضان حكم فار: محمود ناصف الحكم الرابع: محمود منصور |

| 31 مايو 2025 | الزمالك                                                                      | 0-2   | فاركو                           | ستاد القاهرة الدولي |
| 20:00        | أحمد أبو الفتوح 23' · محمد شحاتة 26' · محمد السيد 59' · محمود حمدي الونش 79' | تقرير | بابكار نداي 43' · أحمد خطاب 76' | الحكم: حمادة القلاوي الحكام المساعدون: نور الدين سعيد - أحمد كمال مساعد فار: إبراهيم محجوب حكم فار: محمد الشناوي الحكم الرابع: السيد منير |

## المؤجلات
| الثلاثاء 7 يناير 2025 5 | الأهلي                                                                     | 2 : 0 | سموحة | ستاد القاهرة الدولي |
| 15:59                   | محمد مجدي قفشة 45' · إمام عاشور 50' · ياسر إبراهيم 76' · كريم الدبيس 79' · | تقرير |       | الحكم: نادر قمر الدولة الحكام المساعدون: محمود أبو الرجال-محمد محمود لطفي مساعد فار: شريف عبد الله حكم فار: محمد الصباحي الحكم الرابع: مبروك نبيل |